# ぷちます! -PETIT IDOLM@STER-
『ぷちます! -PETIT IDOLM@STER-』（ぷちます! -プチ・アイドルマスター-）は、原作：バンダイナムコエンターテインメント、漫画：明音による日本の漫画作品。『電撃「マ）王→電撃マオウ』アスキー・メディアワークス）にて2008年9月号より連載中。バンダイナムコエンターテインメントのゲーム『アイドルマスター』シリーズからのスピンオフ作品。

## 概要
「ぷちどる」という、アイドル達にそっくりな姿をした謎の生き物と765プロのアイドル達の日常風景がゆるいノリで描かれる4コマ漫画。
なお、ぷちどる達の初出はふたば☆ちゃんねるおよび明音が個人サイトで不定期に連載している4コマ漫画で、明音の二次創作だった。『涼宮ハルヒの憂鬱』の二次創作から公認化された『にょろーん ちゅるやさん』に近い公認経緯を持つ作品であるといえる。
スピンアウト作品だがバンダイナムコエンターテインメントの公認作品であるため、単行本には「PROJECT IM@S」のロゴも入れられており、2巻以降は2nd Visionのロゴマークになっている。ゲーム版『THE IDOLM@STER SP』にぷちどる達がアクセサリーとして登場したほか、アイドルマスターの携帯サイトであるアイドルマスターモバイルでも、本作のコンテンツが配信内容に加わっており、他のコミック版アイドルマスターにない独自の展開を見せている。グッドスマイルカンパニーからトレーディングラバーストラップが商品化されたこともある。
テレビアニメにも登場したことがあり、アイドルマスターの漫画作品の中ではメディア展開が盛んに行われている作品の1つである。
2012年9月23日の東京ゲームショウにおいて、ゲーム本編に続きスピンオフである本作も「ぷちアニメ化」が発表された。

## 登場キャラクター
本作がもともと二次創作であったこともあり、設定については動画サイトなどで見られたTHE IDOLM@STERの二次創作に影響を受けているところが多く見られる。

### ぷちどる
『アイドルマスター』シリーズに登場する765プロのアイドル達そっくりな姿をした謎の生き物。その出自や生態は謎に包まれている。2頭身で人間の顔くらいの大きさの小柄な体格が特徴。人の言葉を話せず、それぞれの個体ごとに特徴的な鳴き声しか出せないが、やよい、響、律子といった一部の人間は話す言葉（?）が理解できるらしい。その他のキャラクターも大まかな意思表示は理解できるようで、コミュニケーションは円滑に行われている。なお、モノローグで鳴き声を通訳する際は丁寧語で表記される。一部のキャラクターは季節の移り変わりや何らかの外的要因によって見た目が変化する。商店街にあるモールにはぷちどる達専用の服が売られており、こういった生物が存在する事への認知度は高い模様。各キャラ概要の記述で、飼い主の名前が無いぷちどるは原則として765プロ事務所内で生活しており、事務所内に寝所も作られている。なお、命名者や飼い主がモデルのアイドルと同じである場合は「本人」と表記する。
ゆきぽ（モデル：雪歩 / 命名：真美）
声 - 浅倉杏美
真美が第1回で拾ってきた。
《特徴》
性格も雪歩そっくりで気弱で人見知り。
コンクリートの床であろうと穴を掘って埋まり、そこで眠ったり様子をうかがっていることが多い。見かけによらずパワーファイターで、自身の身長の倍近い杵を軽々と持ち上げ、大道芸のごとく餅つきをしたり、事務所のドアを開けられずスコップで破壊する、2人掛けのソファを片手で持ち上げ投げるなどの怪力ぶりを発揮している。それ以外の身体能力も高く、律子に不用意にはね飛ばされても体操選手さながらの身のこなしで見事に着地してみせた。
ひらがな3文字が書かれた段ボール箱を好み、その中で眠っていることも多い。普段は昼頃まで眠っており、段ボール箱や穴の中以外で寝た場合の寝相は良くないが、段ボール箱で寝ていても寝相は悪い。寝ているときに大声で驚かせると、ビックリして下の階まで貫くほどの穴を掘る。
かなづちらしく、プールでは浮き輪を使って浮いていた。ぷちどるだらけの水泳大会の際には飛び込み台から穴を掘って地中を進み、ゴールより先の床から飛び出してきて失格になっている。
好物はキャラ紹介によればお茶で、第1回扉絵ではお茶パックをくわえている。また、たくあんも好物。ぷちどるの中では比較的小食であり、無理をして大量に食べると白目を剥いて寝込んでしまう。苦手なモノはイヌである。
ゆきぽを捕まえるには、お茶パックを吊してそのまま待っていると地面から飛び出してくるので、お茶パックに食いついたところを段ボール箱に入れて運んでやれば良い。
雪歩が「高槻ゴールド伝説」の一員となったことで、一か月「ミッドナイトラジオダッグホール」のパーソナリティを務めるようになった。
最近では、そのパワーを活用して整体の様な事をしている。
《変化》
9月の秋のお彼岸が終わった頃から、タヌキのような尻尾が生え、3月の春のお彼岸辺りで尻尾は抜け落ちる。他のぷちどる達と違い、髪の毛ではなく尻尾のブラッシングをねだる。寒くなると半纏を着用するスタイルになる。
コタツが好きで、ぴよぴよにコタツを出してと強要するほどである。基本、コタツに頭を突っ込んで尻尾だけ出すスタイルで過ごす。いわば、冬眠モードになる。響が窒息していないか確認したら、幸せそうな顔をしていた。一度、ちひゃーがコタツ内部を確認したところ、お茶、お菓子、ポータブルテレビが設置されていた。コタツに関しては敏感に反応する。
この時期は行動が3割増しで雑になる。
《鳴き声》
当初は声を発しない設定であり、手旗信号もしくはラッパで意思の疎通を図っていた。
しかし第31回にて雪歩を出迎えた時以来鳴き声を発するようになり、現在では「ぽえー」「ぽー」「ぱぅー」「ぷぃー」などの鳴き声が確認されている。ただし、早口言葉は苦手な模様。
なお、原作では鳴かないシーンでもドラマCD版では鳴き声を発している。
あふぅ（モデル：美希 / 命名：亜美）
声 - 長谷川明子
亜美が第1回で拾ってきた。
《特徴》
気紛れで、悪戯好き。他のぷちと比べて（日本語表記での）口調が生意気になっていることがある。一方、泣き落としで律子を欺いたりババ抜きのルールを理解したりと、頭も良い。あふぅの声優と同じくおにぎりが好物で、おにぎりを与えれば懐く。おにぎりに対する執着は美希本人かそれ以上で、美希と取っ組み合いの喧嘩をしてまで取り合ったこともある。基本的に食いしん坊らしく、響の手に握られたサーターアンダーギーに食らいつき振り回されても放そうとしなかった。しかし、スプーンの使い方を知らなかったため、やよいと美希の料理番組で作ったシチューを食べられなかった。
嗅覚にも優れている。嗅いだたけで食べ物かどうかが判別できる。絵に関しては、リアルティな絵を描いて、たかにゃと勝負した。
寝る事も好きで、何かに飽きると寝てしまう。コタツやソファーに椅子の上、アイドルたちの頭上やひざまくらと寝れる所であれば寝られる。周りがうるさかったり、睡眠の邪魔をされると怒る。
寝ているときは大声でビックリさせようとしても起きない。しかし寝てばかりいるせいで鍋を食べ損ねたり、料理番組で水没させられたり、こあみ達により髪の毛をポニーテールにされたりと悪戯の被害にあったり墓穴を掘ることもたまにある。時にゆきぽの段ボール箱で寝ていることもある。
冬のゆきぽと同様にコタツが好き。律子からコタツ設置を許されたとき、あまりの嬉しさにコタツ布団を干そうとしたら、勢いで屋外に投げ飛ばされる。律子とゆきぽに助けてもらうが最終的に布団が落下して使えなくなってしまい、ショックを受けていた。
プロデューサーの股間に頭突きを食らわせた事がある。
ごわごわする感触が苦手のようで、熊の着ぐるみを着せられると動こうにも動けず大人しくなる。
寝転がった状態の長さが「1あふぅ」と呼ばれており、ぷち達の距離の概念のもとになっている（この単位によると、ぷち基準で見た遠泳は4.5あふぅ）。
ぷちどるたちには見かけ上の差があるように見えないが、ちひゃーとの間には体格的な大きな差があるらしい。
スマートフォンとは相性が悪く、画面をタッチしても反応せず機嫌が悪くなっていたが、いおがタッチペンを使うのを見て使いこなせるようになった。小鳥から借りたタブレットを使い、ゲームアプリの10連ガチャをするとスーパーレアを8つ出すほどの強運の持ち主でもある。
夏が発情期。にあたり、後述する変化のほか、プロデューサーなどの親しい男性や真にベタベタ懐くようになり、それらの人物から離されると大泣きする。また女性しかいないときは無気力になり、舌打ちするなど悪態をつく。なお発情期といっても「男性の膝の上で寝転がりながら頭を撫でてもらう」程度で満足する。一度、まこちーに口説かれた事がある。
《変化》
夏には毛が生え変わり、茶髪になる。またアホ毛はハート型になる。生え変わりの状態で髪をわしゃわしゃして髪の毛がごっそり取れたり、髪が挟まった状態からひっぱったら抜けるなど様々な発情期の訪れを見ることができる。
《鳴き声》
普段は「あふぅ」「ナノ!」。夏季のみ「はにぃ」がメインとなる。
ちひゃー（モデル：千早 / 命名：律子 / 飼い主：本人）
声 - 今井麻美
連載予告で律子と一緒に初登場し、第2回のラストで本編に登場。海外ロケに行っていた美希が、ロケ先でおにぎりと一個と引き換えに引き取ってきた。
《特徴》
千早と会話が成立している。名前のアクセントは「ち」に置かれ「ちひゃー」（＼＿）と発音される。
普段はおとなしく、面倒を見てくれる人や慣れた相手には懐くが、「ばいんばいん」な女性に対しては凶暴化し、相手に噛みつくことがある（律子は面倒を見てくれるので例外）が、美希や最初の頃の律子には威嚇し、二人より胸の大きい響は平気とやや曖昧。そんな事情で呼びつけられた千早が面倒を見ている。
気に入った相手には頭の上によじ登ってぺしぺしと叩くスキンシップをするなど感情表現は豊か。相手を慰めるときにもこのスキンシップをとることがある。
歌が好きであり、作中で歌声を披露したのは第21回Bパートが最初。マイクを持ってよく歌っているが、たいていド演歌を歌っている。一緒に歌える相手が欲しかったらしく、ゆきぽが自分から声を出して歌えるようになった際は感激していた。その歌声でスペパププ達を魅了し崇められるようになった。
千早同様犬が好きで、おつかいの際に出会った犬とたわむれて目的を後回しにしたことも。
牛乳が好きらしく、毎日2Lの牛乳を飲んでいる（初めて765プロにやってきた時にも小鳥が用意した牛乳に反応した）。また、千早にお使いを頼まれた時もみうらさん達とワープする際に牛乳を連想してしまい、牧場に飛ばされた。
電話番をすることや電車に乗ることができるがどうやっているのかは謎。
カナヅチらしく、泳ごうとプールに飛び込んでは毎回浮いて救助されている。
電話をかけることが出来るが、どうやってかけたかを聞くと一方的に切られる。
高いところからは降りられない。
毎朝目覚ましが鳴る前に止めて、千早を起こしている。
かなり寒がりな体質であり、時季設定が冬のストーリーで屋外にいるときは大抵鼻水を垂らしている。
そばやうどんなどの麺類を食べると何故か鼻から麺が出てしまう。
何かに降りる時の足が「ピーン」となる仕草をする。この行動は飼い主の千早が写メするくらい好きである。
サイドポニーにすると、結んだ髪の毛の方向に体が傾く。
リズムゲームをプレイすると最初は大人しくやっているが、やり込むうちに合いの手をいれたり最終的にはテンションが最高潮にあがり、ゲームオーバーになる。他人がプレイしているとこを見ている時も同様にテンションが上がり、ガヤみたいな感じになる。
《変化》
冬になると毛が生え替わって動物の耳のような見かけのもっさりした冬毛になる。
髪の量が「髪の毛を切っても次の日には元通りになっている」と作中で語られるほど多くなり、その毛で寝ている千早の顔を覆い隠してしまい、毎晩窒息させかけている（後に作者のホームページの漫画にて髪の毛を結んで寝ている模様が描かれている）。
この時期はブラッシングをしてもらうと気持ち良いらしいが相当なクセ毛らしく、一人でやると2時間はかかる。
《鳴き声》
鳴き声は主に「くっ」。ブラッシングの際には「くにゃー」と鳴いていた。ただし、胸の大きな女性や不審人物には「シャー!」と威嚇する。
はるかさん（モデル：春香 / 命名：本人 / 飼い主：やよい）
声 - 中村繪里子
第4回にて無人島で姿を確認された。無人島サバイバルロケへ連れて来られた伊織が遭遇し、なぜか異様に懐かれてしまう。ロケ終了後にやよいが連れ帰り、そのまま飼うことになった。
名前は春香が自分そっくりだからという理由で強引に決定させている。
《特徴・変化》
水に濡れると際限なく分裂し増殖する体質を持つ。ただし、雪・お湯では増殖しない、炭酸水では二匹にしかならない、ビニールプールや噴水の中では分裂せず巨大化する、水気のない場所（それも水に濡れた描写がなされていない状況）でいきなり二分裂だけするなどメカニズムには不明点が多い。なお、「律子に睨みを利かされた状況で手水を取っても全く変化しなかった」、「淡水でも分裂するケースと巨大化するケースに分かれており、それぞれの具体的な条件が不明」といった個別の事実から、自己の意思も多少の関係があると思われ、場合によっては小さくなる事もある。
数を増やしたがる春香や面白がって水をかける亜美・真美などによって度々事務所をパニックに陥れるが、律子の「戻れ!」という号令と共に両手を左右に広げることで瞬時に1匹に戻る。第4回でも大量に増殖し、やよいが1匹に戻しているが、方法は明かされていない。また、伊織や貴音は元に戻せなかったが、パニックになった雪歩が偶然律子と同じ方法を試み、元に戻したことがある。
太陽が苦手で暗いところを好む。暑さには弱いが寒さは平気な様子である。雨の日が好きで、隙あらば外に出ていこうとしその度に春香や小鳥などが制止する。気に入った相手に対しては顔や身体に張り付いて甘噛みする（効果音は「もにゅもにゅ」）。基本的に人懐っこい性格なので、その習性や特性から伊織と雪歩は相当の苦手意識を持っている。
深夜に食事をすると「暗黒化」する（アニメ版では「あんこくはるかさん」と命名された）。暗黒化すると甘噛みではなく噛みついてきて（効果音は「ゴリ…ゴリ…」）、春香曰く「いたがゆい」そうである。顔面に噛みつかれた響の顔には歯形が残っていた。表情とリボンの形が変化するのが外見上の特徴で、リボンの形の変化は連載時に判明した新設定である。リボンを外して付け直すと元に戻る。
何らかの条件で巨大化する。巨大化した際には比較的大人しいが、目の前に人や食べ物が近づくと飲み込もうとする。また、巨大化時は水に入っても増えず、人やぷちどる達を頭上に乗せて川や海を泳ぐ。サイズは人4人とぷちどる4匹を乗せられるサイズからトレビの泉の水路、ないしは家庭用のビニールプールに収まるサイズまで様々。元に戻す方法は律子も語ろうとしなかった。ただし、眉間を叩くと元に戻ることが明かされている他、巨大化状態から自己の意思によって元に戻った事例もある。なお、公式画に限れば海水に浸った場合では巨大化以外に前例がない（単行本7巻及びアニメ第2期の時点にて）。
睡眠時は半目を開けながら寝る（最近は、完全に閉じている）。睡眠を妨害されると唾液でベッタベタになるまで甘噛みしてくる。
鳴き声を発するようになったゆきぽと会話したがまったく意思疎通できていなかった。
初期設定名称は「春香さん」だったが、連載時に「はるかさん」に改められた。
他のぷち達と違い、二足で立って歩くことが苦手（不可能ではなく、周囲の人の動作を真似て二足歩行を試みることもある）であり、移動時はカエルのように後ろ足を使い飛び跳ねて移動する。
苦手なものを見ると逃げて隠れる。
少しだけではあるが、踊れる。
誰かが食べているのを見るのが好き。
たかにゃの忍術を見て、見よう見まねでやったら頭からなにか出せるようになった。これまでに、チューリップ、鳩、肉まん、小鳥、なにかわからない生物をだしているが、見たものを頭の上に移動することができる。
手に持っている物や目の前に気になるもの見ると口に入れる行動をとる。それによって、レモンとおばちゃん特製漢方薬が苦手になった。
《鳴き声》
「はるかっか!」（「かっか!」）「ヴぁ〜い」等。暗黒化状態では「アハハハハ…（ひらがなの時もある）」。
やよ（モデル：やよい / 命名：貴音 / 飼い主：貴音）
声 - 仁後真耶子
第7回で登場。貴音が落とした10円玉の音に反応し飛びついたところを捕獲された。
《特徴》
物音に敏感で、特に硬貨の落ちる音にはよく反応する（目隠ししても反応する）。これを利用してみうらさんを発見するために呼び出されることがたびたびある。その際は鳴き声である「あら〜」ではなく効果音の「こたぷ〜ん」という音を頼りに探している。
匂いでみうらさんなどを探す能力に長けるが、硬貨を落とす音や食べ物の匂いがすると、そちらを優先してしまう。
釣り道具や網を一切使わず、熊の如く素手で魚を捕獲する能力を持つ。
ハムスターのような食べ方をする。頬に食べ物・飲み物をため込むことができる。食べ物の時は、右頬から食べていく。飲み物の時は、変な音を立てながら飲む。
散らばった1円玉・5円玉・10円玉を素早くきれいに積み立てることができる。
第14回Bパートの水泳大会では「一番まともだったため」との理由で優勝扱いになり、食パン1年分を獲得している。ただしスポンジ丸太渡りでスポンジを食んでいたので決してまともなわけではない。
初期設定名称は「やよい」だった。が、後に正式な名前を「やよ」に改めている。
原作とアニメで性格描写に大きな違いは無いが、アニメ版では幾分食い意地の張っているようなところが見られる（ソファーの下に隠れてパンを盗み食いする、あふぅからおにぎりを騙し取るなど）。
最近では貴音に毒されてきたのか、食べ物や勝負する事に貪欲になってきており、アニメ版で現れた特徴が逆に原作コミックに入りつつある。
《変化》
季節ごとの外見の変化パターンがもっとも多い。
夏と秋はやよいとほぼ同じ髪型をしているが、冬になるとツインテール部分が長く伸び、渦巻状のアホ毛が1本生えるようになる。
この冬毛は引っ張ると数十cmにもなる上に非常に頑固なくせ毛で、ぷちたちやあらゆる物を絡みとる。絡まれた状態が続くと吸われるとやよがいうが本当かどうかは定かではない。コタツに入っていたちひゃー・ゆきぽ・あふぅとやよがやよ自身の髪の毛に絡まりコタツ内部で窒息死になる寸前になったことがあった。最近は、本人の意思で冬毛を自由自在に操れるようになった。邪魔にならないように左右二つのお団子頭にまとめられることがあるが、そのお団子は形容しがたい感触がするらしい。
春になると頭にタケノコが生え、渦巻きアホ毛は2本に増える。
タケノコはあっさりと取れ、すぐにまた元通りに生えてくるほか、おさげを引っ張ると勢いよく発射される。タケノコを取られたときは渦巻きアホ毛の巻きが反対になる。
取ったタケノコは普通のタケノコと同じように食べられる。ただし皮ごと煮込むとタケノコが溶けて、飲んだ人が硬直したり放送できない状態になったりする謎の液体が出来上がる。
春が近づくと「あんにゅい」になり、「空を飛びたい」や「埋まりたい」と突飛な願望を言い始める。
《鳴き声》
やよいの口癖と同じで「うっうー」「うぅ〜…」。
ちっちゃん（モデル：律子 / 命名：小鳥? / 飼い主：小鳥）
声 - 若林直美
初登場の第8回冒頭で、すでに事務所に我が物顔で居座って事務処理をしていた。拾ってきたのは小鳥で、曰く「道ばたで寒そうにしていたから」。
《特徴》
微分積分など高レベルな数学を駆使した計算式も使いこなせるほど頭が良く、事務を自在にこなす。また、手先も器用でアニメ版では小石と木の枝でレーダーやヘリコプターを作り出すことができる。
事務所の予算に関わる計算も出来、自らぷち達を養うための維持費を算出して律子を説得したことがあるほか、無人島ロケの際には律子ですらうんざりするほどに予算の話を聞かせ、参加人数を大幅に削減させた。
他のぷちどるのまとめ役的存在でもあり、ダメな大人も叱りつける。面倒見も良いが唯一プロデューサーにだけは弱く、頭をなでられただけで頭から湯気を出して卒倒したり、目が覚めた後律子に「プロデューサーにはダメダメ」と言われて真っ赤になったり、あふぅ（発情期）がプロデューサーにベタベタしているのを見ると強引に引き剥がして怒りを露わにしたりしたことがある。
ボードゲームに強く、亜美・真美相手に千早とコンビを組んで圧勝している（亜美・真美曰く「えげつない」）。
ほかのぷちどるが問題なく使っていた羽子板が重くて振り回せないほど腕力が弱い。しかし代わりとして律子に提供されたハリセンは相性が良かったようで、ものすごい勢いで振り回している。ライオンをハリセンの一撃で気絶させることもできる。
泣き虫で、あずさや貴音とはぐれた際にはスペパププに助けられるまで泣いていた。
唐揚げが好物で、唐揚げを出されるとつい甘い一面を見せてしまうこともある。
コタツに弱く、一度入るとついだらけてしまう。
折り紙のセミをリアルに折れたり、カエル・キリンを折れる位の技術がある。
《鳴き声》
鳴き声は「めっ」「もー!」。
ローマに飛ばされた際に現地の女性にも同じように話しかけ問題なく会話していたことがあるが、イタリア語を理解できるのかは不明。
こあみ・こまみ（モデル：亜美・真美 / 命名：千早 / 飼い主：貴音）
声 - 下田麻美
第8回ラストで事務所に帰ってきたあずさが連れていた。ぷちどるの双子は珍しいとのこと。
《特徴》
「力と技」という触れ込みで登場。ライダーキックばりの蹴りが得意技らしく、登場早々貴音の顔面に2人で飛び蹴りを入れた。
プロデューサーが「遊びたい盛り」であると評しているように悪戯好きで、亜美真美以上のトラブルメーカー。ただしあふぅとたかにゃに仕返しを受け、ぴよぴよにはことごとく回避されるなどうまくいかないことも多い。貴音に懐いたため、貴音が面倒を見ることに。相手の性別に応じて「にーちゃ」「ねーちゃ」と呼び方を変える。
電話をかけることと律子との意思疎通は可能らしく、風邪を引いたいおの見舞いに訪れた際にいおが倒れてしまい、律子に助けを求めている。
様々な悪戯行為や2人での連携行動などから知的能力はそこそこあるとうかがえるが、平仮名すらあまり正確に書けない。
ぷち達の中では珍しく、外見的変化や特殊能力の発現は無い。
《鳴き声》
鳴き声は「とかー」（こあみ）「ちー」（こまみ）。
ぴよぴよ（モデル：小鳥 / 命名：千早）
声 - 滝田樹里
誌上連載登場前に、『アイドルマスターSP』のDLC第3号のアクセサリー「ぷちぴよ」として一足先に登場。そのDLCの内容が予告された『電撃「マ）王』2009年5月号で名前が読者に明かされていた。
本編では第10回で登場。街中でプロデューサーが出会い、その後765プロに向かったが、響の仕掛けたトラップで捕獲されそうになっている。
音無小鳥役の滝田樹里がCD収録時期に妊娠・出産のため産休を取っており、一時的に活動を休止していたため第一弾のドラマCD版には登場しない。
《特徴》
事務処理が出来る上にお使いもこなし、ぷちどるの扱いまで手馴れているなど、あまり小鳥に似ていない。アニメ第0話での大川透のナレーション曰く「ぴよぴよは仕事ができます。小鳥さんよりも」。
空を飛べることが明かされている。必死になればプロデューサーを抱えてのホバリングも可能であり、かなりの高高度・高速での飛行も可能である。OVAでは春香、千早、真美、小鳥、はるかさん、ちひゃー、ちっちゃんを乗せたかまくらを持ち上げ、また、成人である小鳥を引きずりながら移動できるなど、ぷちどるの中では腕力がかなり強い方であるが、常時飛んでいる事が多くなった結果歩き方を若干忘れてしまっている。
昼寝はアイマスクをしながら少しオバサンくさい寝方をし、驚かせるとパニックを起こして飛び回る（その後、驚かせた者に対して2時間のお説教）。
実は事務所の給湯室をシステムキッチンに改造してしまっていた。
まんじゅう屋のおばちゃん特製漢方薬を平気で服用出来る。
《鳴き声》
鳴き声は「ぴっ」または「ぴー」。
まこちー（モデル：真 / 命名：美希? / 飼い主：本人）
声 - 平田宏美
第10回にて、ぴよぴよが美希に依頼されたおつかいの荷物に入っていた。
どこで拾ってきたのかに関しては美希が完全に忘れているため不明。登場時に真と響がまこちーの引き取り手を巡って争ったが、結局真のところに落ち着いた。
第15回以降、雪歩のラジオ番組「ミッドナイトラジオダッグホール」でレギュラー枠を持っている。
《特徴》
見かけによらずパワフルで、砂の塊を易々と持ち上げ、砂遊びをしていたあふぅを驚愕させたこともある。また、格闘ゲームに強く『鉄拳』で対戦した亜美・真美曰く「最後までダウンから起き上がれなかった」とのこと。しかし『太鼓の達人』はあまり得意ではないらしく、リズムを無視して連打しゲームオーバーになっている。
減量のための特訓の結果、空手を教えられたのにも拘らず、なぜかプロレス技を会得する。しかもプロデューサーを投げ飛ばすほどに強い。得意技はうつ伏せの状態で相手の股間に入り、そのまま両足をつかんで逆エビ固めの要領で極める「まこちースペシャル」。
お昼寝の邪魔をすると、プロレス技を容赦なくかけてくる。
ヒゲのおっちゃんが造ったプールのアトラクションに一緒に行くために、（発情期の）あふぅを口説き落として連れて行った。
《変化》
真には基本的に甘やかされているらしく、一日の生活サイクルが食べては寝るという繰り返しの上に甘いものばかりを食べているため太りやすい。しかし元に戻るのも早く、真の説明では3日でできるとのこと。また、運動をしすぎると痩せてしまうが、水分を補給することですぐに元に戻る。貴音に「極限まで太ると浮く」と思われていたが、一度本当に太った状態で浮いた。たかにゃがお腹をへこます技を見て思い出し教えてもらう。最初はお尻だけがでっかくなっただけだが、現在は床を突き落とすくらいの重さになってからお腹がへこむ様になった。
《鳴き声》
主に「ヤー」「まきょー」。笑い声は「へへっ」。クッキーを手に入れた時は「やーりぃ♪」と喋っていた。
みうらさん（モデル：あずさ / 命名：春香）
声 - たかはし智秋
第11回にてピラミッド内で「あけるな」と書かれていた、あからさまに怪しい箱の中で眠っていた。
置き去りにする訳にも行かないという事情から、伊織によって日本に連れ帰られる。
名前は第12回ではるかさんの時と同じく「あずささんに似ているから」という理由で決定した。
《特徴》
ぷちどるの中でも特にのんびりとした癒し系で、お姉さんであるが故か他のぷちどるの面倒を見ることもあるらしい。しかし、あずさ同様、体重が増えた発言を言われると、今までにないくらいほど怒る。
音や衝撃に反応して瞬時に空間跳躍する特殊能力を持つため移動手段として登場することが目立つ。びっくりした時も同様に空間跳躍するが、みうらさん自身の気分が乗らなければ音に反応してもワープしない時もある。移動先はランダムで地球の裏側まで跳躍することもあるが、任意の場所に飛ぶこともできる。その時は「会いたい人、もの」をイメージしなければならないが、少しでもイメージが不正確になると考えもしない場所に飛ばされることがある。また自分だけでなく、周囲の人物を巻き込んでの跳躍も可能。そういう事情のため、住所は不定。最近は意図的に周囲を巻き込んでワープしている可能性を指摘されている。前項の様に怒らせる(特に身体的な事)と何処かにワープされ、置き去りにされる。
体格的に差があるためかあふぅ同様にちひゃーには警戒されている。スキンシップ目的で頭を撫でるため、撫でられた相手の髪の毛がぼさぼさになってしまうことがある。ちひゃーはこのスキンシップにまだあまり慣れていないらしい。第33回Bパートでは、トレビの泉でコインの代わりにちっちゃんを投げ入れようとするといった、お茶目な一面がある。
小鳥たちが福引きで当てた温泉旅行で滞在した旅館周辺に出没していた「小鬼」の正体であり、「鳴き声があらー」、「頭にツノが生えている」「気がついたらいなくなる」「なんかこたぷーん」という旅館の仲居の証言により、小鬼の正体がみうらさんだと判明している。
第21回Aパートでは衣装担当を任され、たかにゃ、ぴよぴよ、いおと共に奮闘している。
元になったキャラクターが成人であるためか、普通に酒類を飲み、「ワイーン」という謎の飲み物をよく出している。イタリアに顔馴染みの店がある。
あずさは「みーちゃん」という愛称で呼んでいる。
《鳴き声》
鳴き声は「あらー」。
鳴き声とは違うが、登場時にさまざまな擬音が付いており、普段は「こたぷ〜ん」。あずさと同時に描かれる時は「どこたぷ〜ん」、ワープ移動のときには主に「スタンバーイ」という擬音がつく。
いお（モデル：伊織 / 命名：美希 / 飼い主：本人）
声 - 釘宮理恵
第12回でみうらさんを抱えてアフリカへ迷い込んだあずさが遭遇した。
その3日前にアフリカロケへ来ていた美希が地元の原住民からちひゃーの時と同様おにぎりを報酬に世話を任されたもので、当人はその事を完全に忘れている。
《特徴》
かなり気難しい性格で、近づこうとすると威嚇し懐こうとしない。しかし離れていくと寂しがり、それを見られるとむくれながらも懐いてくる。
額からビームを発射することができる。ゴキブリを蒸発させたり、サメを一撃で倒したり、事務所の壁や倒木を貫通するほどの威力を出すことが可能。発射した方向に対してジェットエンジンのような推進力を生じさせることも可能で、最大出力であればロケットのように空中まで飛ばせる（ホバリングも可）など、ストーリーが進むにつれて応用的な用法が次々に編み出されている。人が喰らうと黒コゲになるが、命に関わるダメージは無いため、どのようなビームであるかは謎。また、威力を落とすとレフ板や照明、または熱源の代わりになる。ビームを出すためにエネルギーをチャージする必要があるらしく、「みょんみょんみょん…」という音と共にチャージを行う。風邪をひくと暴発・不発になり、くしゃみをするとまっすぐに飛ばない。このような場合は額を覆っておくと暴発を防げるが、マスク1枚程度でも足りる。
伊織とは会話が成立しており、伊織の指示でビームを発射することもある。ただし最初にいおを連れてきたあずさに対しては例外で、伊織の指示でも聞かない。
嫌いなものはゴキブリで、ゴキブリを見るとパニック状態になり、ゴキブリを退治しようとして額からビームを乱射して暴れ出す。
また、カエルの置物や風邪薬も苦手らしいが、後者はいお本人が風邪を引いて寝込んだという事情があったため、律子により強制的に飲まされている。
好きなものは伊織の持っているウサギのぬいぐるみで、伊織と共有している。
住所は水瀬家で、伊織と同居している模様。
初期設定名称は「いおり」だったが、後に名前を「いお」に改めている。
《鳴き声》
普段は「もっ」で、威嚇や怒る時は「キー!」。笑うときは「にひひっ」。
ちびき（モデル：響 / 命名：本人 / 飼い主：本人）
声 - 沼倉愛美
第13回にて貴音の指令でこあみ・こまみが捕獲してきたぷちどる。なぜか魚の口に挟まったまま連行されてきた。
響と同じ沖縄県出身らしいが、ゴーヤーを認識できなかったことから、響から疑われている。
《特徴》
泣き出すと動物（ブタやクマ、場合によっては幻の珍獣や伝説の魔獣など）を召喚する特殊能力を持つ。召喚された動物はちびきを泣かせた者へ襲い掛かるが、泣き止ませればちびきの説得に応じてその場で帰還する。ただし、呼び出された動物はちびきから特段の指示が無い限りは響の家にて待機となり、元々の生息地へは戻らない。最近は召喚した動物を使役したり、泣き落としに利用するなど強かな一面も見せる。召還した動物との意思疎通が出来る。動物に関しては#その他の人物参照。しかし、あくびやくしゃみなどの微量の涙でも動物が現れてしまったり、意図的に動物を呼び出すには自傷する必要があったりと、その能力ゆえに本人や周囲が困ってしまう描写も見られる。
動物は好きだがゴキブリは苦手である。
世界各地の猛獣や珍獣を目撃しているらしい。ただし、沖縄県に住んでいたのに世界各地の猛獣や珍獣を目撃しているのはおかしいという理由から、一部の人にしか信用されていない。
頭も良く、船酔いをした春香の介抱や雪歩へタオルの準備を促すなどをしていた。
《鳴き声》
「はいさい!」「だぞー!」「ないさー!」「あがー!」等、琉球言葉のような多彩な鳴き声を持つ。
たかにゃ（モデル：貴音 / 命名：自分から名乗ったため不明 / 飼い主：亜美・真美）
声 - 原由実
第13回Bパートのラストシーンで貴音の服を引っ張っていた。
双海亜美・真美に飼われている。
欄外の紹介では貴音本人のキャッチフレーズをもじって「銀色の小さき王女」なるキャッチフレーズがつけられている。
《特徴》
筆談で意思疎通を図り、「面妖」「勝訴」などの二字熟語を好む（ひらがなを含む短文も書ける）。第14回ではぷちどる（ちひゃー）とも筆談で会話していた。
筆談ができるという特技を活かしてADの代わりをしたり、お昼の出前で食べたいものをアピールすることがある。この時はラーメンに丸を付け、注目!と矢印で示している。
人の名前の最初の2文字のみ喋ることができる。
絵も描けるが、人物画を描くときは浮世絵のような絵柄になる。
食べ物には目がなく、やよいから目にも止まらぬ早さで料理を奪い取る他、食べ物がある時は大抵それを口にしている。魚釣りに行った時に「釣れた魚が夕飯に出る」という言葉に反応していたこともある。貴音同様ラーメンが好きで、千早と昼食をとった際には豪快にラーメンをすすっていた。
亜美・真美より力関係が上らしく、枕投げに興じる2人を子供扱いしたり、テレビゲームの腕前で圧倒的な差を見せ、偉そうな態度をとったりするが、案外泣き虫で肝試しで幽霊さんにびっくりして大泣きしたほどである。
水面を走ることができるという能力を持っている。泳ぐときは端から見るとクラゲのような格好で泳ぐ。
地図の東西南北は理解できない。そのため、ちひゃーのお使いの際には単に「下」しか書いていないメモを渡したり、地図と称して遁甲板を書いたりしてちひゃーを困らせた。
お腹が出っ張っているのを一瞬でへこませたり、変わり身の術を使うなど忍者のような技を使えたり、素早く動いたりと身体能力が高い。
寝るときは逆さで宙吊りになって寝る。睡眠を邪魔すると壁に刺さるほど鋭い紙手裏剣を投げ放つ。
《鳴き声》
人や他のぷちどるの名前は一度に2字までしゃべることができる（天海春香→「あま」、みうらさん→「みう」など。ただし、頭の2字だけでは誰だか連想できない場合や、ぷちどると元のアイドルで重複してしまうような場合には例外がある）。登場したときには「しじょっ」という効果音が出る。
このように原作コミックでは鳴き声無しであるが、アニメ版では「しじょ」または「しじょー」である。
高木社長（モデル：高木社長）
単行本1巻の描き下ろし漫画に登場。
律子が高木社長に誕生日ということもありプレゼントしたものだが、実ははるかさんの変装。
姿は普段の社長と同じで真っ黒であるが、これも被り物であり威嚇していたちひゃーの前で脱げて驚かせている。
社長は気に入ったようであり、最後のコマで再び被せようとしているのを目撃されている。

### 原作の登場人物
キャラクターの基本設定についてはTHE IDOLM@STERの登場人物を参照。ここでは「ぷちます!」に登場する際にあたり、若干の変更がされた部分等を説明する。
天海 春香（あまみ はるか）
声 - 中村繪里子
第5回から登場。名前の無かった自分そっくりの姿をしたぷちどるに「はるかさん」という名前をつけ、強引に押し切ってしまう。あずさ似のぷちどるに「みうらさん」と命名した。原作に比べて押しが強く、ぷちどる（特にはるかさんの増殖）絡みに対してちょっと強引に押し切ろうとするシーンが多い。
はるかさんを増やしたいらしく、事ある毎に水をかけて増やそうとしては、律子に厳しく止められている。しかし律子の居ない時は増やしてトラブルを起こすこともしばしばあり、冬休みの間、頼まれていたぷちどるの世話を忘れるなど、トラブルを持ち込んだり、その原因になったりすることも多いが、一方で、はるかさんを雨の中へ連れ出そうとする貴音を制止するなど常識的な行動をとることもある。最近はどちらかというとツッコミの方が多くなっており、ぷち関係を除けば、ダイエット関係や小ボケ程度である。
最近は仕事がないらしく、暇を持て余していることも多い。はるかさん（水に濡れると増殖するため）の代役をやらされたり、プール企画に参加できないこともしばしば。律子がボケ役に回ったり、現実逃避をしている時には自分が「ドジっ娘」キャラだという自覚があり、本来は自分の役目であることを必死に（そして強引に）主張していた。第32回Bパートでは雪歩の詩の朗読CDを出したが、雪歩の許可を取っていなかった模様。
気分に応じてリボンがひこひこ動く。
如月 千早（きさらぎ ちはや）
声 - 今井麻美
第3回から登場。「ばいんばいん」な女性には懐かないちひゃーの引き取り手として事務所に呼びつけられ、ちひゃーを家に連れ帰ることになる。ちひゃーには気に入られた様子である。亜美・真美とゲームに興じる姿も見せたことがあるなど原作に比べて非常に性格が丸いが、胸囲をネタにされることは嫌がっている。なお、THE IDOLM@STER (アニメ)や一部の二次創作で定番となっている「やよい萌え」は見られない。
ネーミングセンスが無いらしく、毎度毎度「ゴンザレス」「ごんたくれ」などの名前を持ち出しては却下される。何故か全体的に「ゴ」のつく名前が多い。その名前には相当強い拘りを持っており、登場するたびに変な名前を口に出しては却下されるのが恒例。ただしこあみ・こまみやぴよぴよなど、比較的まともな名前も思いつく。
第7回ではちひゃーの名前に悩むあまり（と、ちひゃーにより毎晩窒息させかけられるため）寝不足になってしまったほどで、相談相手として呼ばれた響がその変わり様に仰天していた。またしてもいつの間にか現れた貴音とは命名センスが同レベルということもあり、意気投合している。
ぷちどるに命名したいという願望は第9回でようやく果たされ、あずさから命名を推薦され亜美・真美似のぷちどるにそれぞれ「こあみ」・「こまみ」という名前を与えることとなった。ただし、その直前にまた「ゴンザレス」と名付けようとして、あずさに厳重注意を受けている。また、続く第10回では小鳥似のぷちどるに「ぴよぴよ」という名を与えている。この時は最初からこの名前を出した。
それでも懲りてはいないようで、相変わらず新ぷちどる登場時にはしつこく名前をつけたがる。それが当事者ではなく、その場に居なくともニュータイプのような感応を見せる。不可能なことも分かるらしく、突然号泣し始めた千早を見た貴音が「面妖な!」と反応するほど。ちひゃーとは会話が成立している。
怒るといおが素直に言うことを聞くほど怖い。
腹筋運動で、ぶら下がった状態からでも上体が曲るほどの腹筋を持つ。
最近はコスプレを少し楽しみにする、食べ物に釣られてお腹を鳴らす、ちひゃーの仕草に悶える、そばを食べている途中に笑ってエライことになるなどお茶目で日常に馴染んだ一面が増えている。
スペパププの主催している無人島でのお祭で演歌を披露し何故か崇め奉られている。
ちひゃーの「足ピーン」（所謂、足を伸ばす行為）が気にいってしまい、ちひゃーがそれをする度に写真に収めるようになり、それを集めた写真集を出そうとしていた。
萩原 雪歩（はぎわら ゆきほ）
声 - 浅倉杏美
第11回で登場。やよいによってエジプトに連れて行かれた伊織と共に、プロデューサーの代役兼荷物持ち役として同行。はるかさんの甘噛み攻勢に遭い、幽体離脱するほどのダメージを受けており、伊織以上に、はるかさんに対して苦手意識がある。それ以外のぷちどるもダメらしく、第15回ではまこちーを見て失神、ゆきぽを見て壁に穴を開けて逃走しようとした。しかし誕生日にゆきぽと出くわしたとき一時的に驚いて隠れていたが、素直に挨拶するゆきぽを見て仲良くなった。しかし、時間がたつにつれて慣れていき、現在ははるかさん以外には特に問題がある描写はない（ただし、いおとは面識がなかったため、初対面では両者が困惑した）。
生放送のラジオ番組「ミッドナイトラジオダッグホール」のパーソナリティを務めている。
静かに怒るタイプで、笑顔のまま怒りを露わにした際のオーラには、はるかさんですらも気圧され驚いていたほど。偶然であるが、増殖したはるかさんを元に戻したこともある。寝ぼけて暴走することがあり、寝ているところをこあみ・こまみに飛び付かれ、スコップを取り出して暴走した（目を覚ました雪歩はそのことを覚えていなかった）事や春香が起こそうとしたらベアハッグをかまされた。最近では律子に代わってはるかさんを動かす立ち位置におり、呼び出しと収束をよくしている。
初詣では「アグレッシブになりたい」とお願いし、穴掘りのレベルが向上した。
パニックに陥った際に非常に高いポテンシャルを発揮する。増殖したあんこくはるかさんをまこちーが投げ飛ばしてきたときには、飛んできたあんこくはるかさんを片っ端から捕まえては元に戻し、さらに1匹に戻している。
お茶に関してはかなり造詣が深く、利き茶やおすすめお茶を勧める行動に発展すると暴走する。これにより、貴音は雪歩にひれ伏す状態まで追いこまれ、みうらさんには白目がむくまでお茶を飲ました。
最近では、「高槻ゴールド伝説」の一員になり、魚釣りをしていたが、巨大化したはるかさんに見つかり、口に入れられた状態で溺れてしまう。
高槻 やよい（たかつき やよい）
声 - 仁後真耶子
第4回から登場。どこか普通の感覚とずれた、独特の感性を持っているような所を見せることが多い。年齢が近いためか、伊織と仲が良いとキャラ紹介に記載されている。
「高槻ゴールド伝説」というシリーズもの（第51回Aパートの時点で第9弾の番組公式DVDが販売されている）の冠番組を持っており、伊織を毎度強制的に収録に参加させる。適応力が非常に高く、無人島ロケからピラミッド探検まで瞬時に適応する能力を持つ。最近は伊織が逃げてしまうので、収録に他のアイドルを連れて行くことも多い。とにかく周囲を巻き込む「台風系アイドル」。
無人島ロケでは「自分より数倍も大きな魚を壮絶な格闘戦の末捕獲」・「鍋の食材に本マグロを丸々1匹購入」・「深夜、それも大雨の中での素潜り漁で巨大魚を捕獲」など、何かとたくましい。
頭の上に草の芽が生えており、やよいの感情に応じてさまざまな形の花が咲く。牛のコスプレをした際にはカウベルに変化したこともある。着ている服には何かしら食べ物絡みの言葉が書かれているのがお約束で、特に肉料理もしくは焼き肉の部位が多い。怒らせると怖く、やよいに怒られた美希はぶつぶつと同じ言葉をつぶやくようになってしまい、真が涙ながらにボスと敬っていた。食に関しても怖く、はるかさんでさえアイスを勝手に食べようとしない。
食べ物の取り合いの際は、フォークとナイフを持った時が本気モードらしい。
「タダ」に関しては、非常に敏感。小鳥がタダで焼き肉店に誘ってみたら、これ以上にない喜びをした。しかし、インターネットの検索がタダと聞いて、思考回路がおかしくなったり、あずさが事情を知らないやよいにタダでマツタケをあげようとしたら、びっくりし過ぎて話し方がロボットみたいな喋り方になってしまう。（マツタケに関しては伊織の差し入れ）
はるかさんを事務所に連れてきた張本人であり、はるかさんの面倒見役を任される。ぷちどる達の言葉が分かるらしい。増殖したはるかさんを元に戻すこともできるが、律子と違いその方法は（読者に対しては）明らかにされていない。ただし、現場を目撃した春香とちひゃーは「恐かった」と言っており、春香はこれがトラウマになった模様（OVAでも伊織、響、亜美が「やよいはすごいなぁ」とぼやきながら青ざめていた）。
秋月 律子（あきづき りつこ）
声 - 若林直美
連載予告4コマから登場し、ちひゃーと共に予告挨拶をしている。
本連載ではほとんどの話に登場する中心人物。ぷちどる達の事実上の面倒見役になっているが、時々甘い所を見せることもある。プロデューサーも尻に敷いているが、ちっちゃんがプロデューサーに頭をなでられ卒倒した後「なんでこんなところまで似ているのか」と思っている事からプロデューサーには頭が上がらないところもある模様。正月に大量の餅を作ってしまい、その処理のためプロデューサーに「全部食べたら『ダーリン♪』と呼ぶ」という条件を提示。プロデューサーが（病院に搬送されたが）見事に達成し赤面して困惑している姿を見せたこともある（実際に呼んだのかは不明）。
はるかさんが言うことを聞き、さらに数が増えたはるかさんを（確実に）元に戻せる数少ない人物。ノリは良いが怒ると怖く、最初に律子を怒らせた美希とあふぅは戦慄し、第17回で亜美・真美が温泉土産として買ってきた般若の面を身につけた際は「今年一番の怖さ」で怒っていた。なお、その前に2人は鼻眼鏡をお土産にしようとしたが「たぶん着けながら怒る」という意見で一致し回避した。この般若の面はそれ以降律子が怒った時の装備としてハリセンと共に事実上お約束の装備となっている。最近は甘やかす場面が増えたためはるかさんが元に戻らないときもあるらしい。
プロデューサーの間の抜けた言動に対してはプロレス技などで容赦ない制裁を加える。技のバリエーションも着々と増加している。
欄外のキャラ紹介によれば、ぷちどるの言葉が分かるらしい。
基本的にまともな人物で、主にツッコミを担当するが、時折現実逃避を始めたり自分を見失うことがある。更に第35回では鬼を模した高額のメガネを危うく買いそうになったり偶然壊したチタンフレームのメガネの代金をプロデューサーに払わせようと企み真のモノマネを披露している。商魂も逞しく、千早とやよいのライブ参加を仕事があると言って辞退し録音。販売しようとしたり（実際に販売されたのかは不明）、まんじゅう屋のおばちゃんと値切り交渉をした。同時にお金が絡むと冷静さを失い、展開の流れを読めずにぷちの餌食となったことも。
ドラマCD版ではプロデューサーが出ないため原作におけるプロデューサーの役割を一部兼任している。
ぷちどるのことを相当気にかけているらしく、ゆきぽをおつかいに送り出した際は、仕事が手につかないほど心配していた。
最初の頃は事務所でコタツを使うことに怒っていたが、最近はコタツ布団を買い直したりする等、すっかり認めている様子。
三浦 あずさ（みうら あずさ）
声 - たかはし智秋
連載予告イラストに、ぷちどる達や律子と共に登場。本編には第8回から登場。3ヶ月前、美希に置いて行かれた社長を迎えに行くと休暇を取ったきり消息不明になっていたが、第8回で戻ってきた。方向音痴のレベルは凄まじく、いつの間にか日本国外に行っている、コンビニに行くために角を曲がったらトレーニングジムにいる、社長室に入った直後いきなりロッカーから出てくるなど次元をぶち壊し、それを見た美希に「やめてほしいの」とつっこまれている。
基本的に温厚な笑みを絶やさず、ぷちどるが胸元に潜り込んで服装が乱れてもほとんど動じないほど冷静だが、プロデューサーがロケでぷちどる達をスタッフ代わりにした時、初めて怒り、顔が怖いとプロデューサーに言われた。さらに、プロデューサーが高い買い物をしたことを律子にバラすなど、小悪魔な一面も見せた。
登場時は「どたぷ〜ん」の擬音がお約束。これがきっかけになり、以後の様々な二次創作ではあずさの胸囲を象徴する定番の効果音として用いられている。なお、『ぷちます!』作画担当の明音がイラストと4コマを担当した「ファミソン8BIT☆アイドルマスター03 三浦あずさ/秋月律子」のブックレットに掲載された4コマでも「どたぷ〜ん」の擬音が書かれている。なお、みうらさんと一緒の際は「どこたぷ〜ん」の擬音が出る。
なお、あずさとみうらさんはロングヘアである。
やよいや伊織が繰り広げるバトルに参戦できるという高い身体能力も持ち合わせている。
水瀬 伊織（みなせ いおり）
声 - 釘宮理恵
第4回から登場。はるかさんには異様に懐かれ、やよいには振り回され、海外ロケに連れて行かれると「無人島でサバイバル生活」「ピラミッド探検」「スペパププの躍り食い」等の無謀な企画に巻き込まれる、この作品で一番の苦労人。はるかさんに相当な苦手意識を持っており、「絶対ムリ」と語ったり、みうらさん行方不明時に春香が増殖させて捜索に当たらせようとした際は涙ながらに止めるよう懇願している。なお、その無茶な企画の事を雪歩がパーソナリティを務めるラジオ番組「ミッドナイトラジオダッグホール」に嫌がらせのつもりで投書したことがある(ハンドルネームは「アンニュイうさぎ」)。近頃は苦労にも慣れてきたのか随分と逞しくなっており、無人島でも4日で木彫りウサちゃんを製作できるまでに適応している。やよいにロケに連れて行かれると無茶な企画に巻き込まれると考えたのか、最近はやよいの誘いを断ったり、別人のフリをして(カチューシャを外し前髪を下ろして)ごまかすようになっているが、やよいがいなくても無茶な企画に巻き込まれること自体は変わらなかった。ストーリーが進むにつれて、「高槻ゴールド伝説」内のコーナーに自身が進行役を務める「水瀬プラチナシリーズ」が設けられており、無人島ロケよりは比較的穏やかなネタの企画が行われている。
庶民的な一面があるらしく、もみじ饅頭や出店で買ったたい焼きを嬉しそうに食べている姿を見せている。
絵心はあまりないらしく、彼女の描いたみうらさんの人相書きはかなりいい加減で、「なんかこんなの」という注釈までついていた。
お嬢様でありながらコタツを直したりマグロを解体したりと多彩。また、銛や棒を使って身を守る技を貴音から教わり実践で使ったりしているが、そのバリエーションはどんどん増えている。
水瀬邸に何度か来る貴音に何かとツッコミを入れるが、最近では来ることを予測（というより予知）しているため、貴音がビックリするくらい落ち着いて対応している。
菊地 真（きくち まこと）
声 - 平田宏美
第5回から登場。事務所内をはるかさんの嵐が襲った後で事務所に来訪。ゲーム本編に比べ年齢相応の女性の服装であることも多いが、あふぅ・ちっちゃんには男だと思われており、律子は面白いからという理由で黙っていたこともある。
まこちー登場時にメロメロにされてしまい、響とまこちーの争奪戦となるが、結局真が面倒を見ることになる。また、前述の事情故か、発情期を迎えたあふぅに、罰ゲームと形容されるほどにベタベタに懐かれている。第15回で雪歩のラジオ番組「ミッドナイトラジオダッグホール」にゲスト出演した際は、『MASTER LIVE 02』のボーナストラックと同じアピールをするが、華麗にスルーされている（その後ちゃっかりコーナーを持つようになった）。
さらに無人島でのグラビア撮影では途中でプロデューサーに逃げられてしまう、チタンフレームのメガネをへし折って律子に「真ならしょうがない」という顔で見られるなど、伊織とは別の意味で苦労が絶えない人。女性らしくありたいと思っていること自体は原作と変わりないが、あふぅと遊んでグラビア撮影をサボっているプロデューサーをキックで吹き飛ばしたり、初詣で「女性らしくありたい」と願うあまり殺気を漂わせるなど、前途は多難である。
まこちーの可愛さのあまり、普段からたびたび膨大な量の菓子や食べ物を食べさせてしまう。一度プロデューサーからまこちーの健康管理について報告書提出を求められたが、改善策の実践はできていない模様。
双海 亜美・真美（ふたみ あみ・まみ）
声 - 下田麻美
第1回で亜美があふぅ、真美がゆきぽを拾ってきた。連載予告4コマでは亜美がはるかさんを増殖させ、律子を怒らせている。
役に立っていないことに落ち込むプロデューサーに「いつも役に立っていない」と追い打ちをかけるなど毒舌。
貴音とは仲が良く、クールな貴音も亜美・真美の前ではキャラが変わるほど。2人とも悪戯好き。ただし、真美の方が少しだけ不憫で、罰ゲームを最初に押しつけられたり（その後で亜美も罰ゲームをやらされることがお約束）、千早とやよいのCD販促イベントで着ぐるみバイト同然の仕事をしていることもある（千早達は真美が着ぐるみの中の人だと思っていなかったらしい。真美曰く「最初からいた」）。同時に真美の方が若干良識があり、ぴよぴよに2時間説教された後にもイタズラを続けようとする亜美を咎めようとしていた。なお、着ぐるみバイト状態の仕事が終わった後、単行本のカットイラストによると着ぐるみを着たまま電車で直帰したらしい。亜美も同様の着ぐるみを着てロケに臨んだことがある。その際は高山でのロケだったため酸欠を起こしてしまい、後に「生きてて良かった」と語っている。
ぷちの起こす騒動に巻き込まれたり、ロケで心身共に削られたりするなど被害担当になることも多い。
諸事情により二人同時の番組出演は不可ということになっており、出演しない側は着ぐるみ状態で付いて回っていることもある。
出張版では真美がこまみ共々着ぐるみを着せられ、着ぐるみ状態で律子に助けを求めていたことがあるが、このときの律子は一瞬萌えてしまい、強く言うことが出来なくなっていた。
星井 美希（ほしい みき）
声 - 長谷川明子
第2回から登場。海外ロケに行っていたり、事務所にこたつを出してくつろいでいることが多い。初登場も海外ロケからの帰国直後だった。時折「ミキッ」という効果音がつく。
ちひゃー、まこちー、いおを拾ってきた張本人。しかしちひゃーの件は律子にハリセンで叩かれるまで、まこちー、いおの時は完全に忘れていた。まこちー、いおの命名をした。
亜美真美ほどではないがトラブルメーカーで、主にあふぅと問題を起こしてはお互い律子に叱られている。また、ぷちどる達にちょっかいを出しては物理攻撃で逆襲される描写もたびたびある。しかし、貴音やあずさにツッコミを入れたり、ぷちどるたちに翻弄されたりとそれなりに苦労することも少なくない。
料理はあまり得意ではないが、慣れれば食材で龍を作る程度のセンスはある。ただし、包丁の扱いはかなり無茶苦茶。
第6回以降に登場する961プロ所属の響・貴音とは知り合い。
プロデューサーの評価は原作と違い、それほど好意を持ち合わせておらず、仕事ぶりを遠くで見ていても「カッコイイけどなんかムカツク」となかなか辛辣。
我那覇 響（がなは ひびき）
声 - 沼倉愛美
第6回から登場。美希に呼ばれて765プロに来訪する。ゲーム本編のような敵対意識は持っていない様子である。驚いたときやガッカリしたときには「ガナハー」という効果音が表れる。
登場人物の中では数少ない良識人で、ぶっ飛んだ行動をする貴音や天然な美希、ネーミングセンスの無い千早などにツッコミを入れるツッコミ担当。至って常識的な人物で、特に貴音のぶっ飛んだ行動には振り回されており、第8回ラストでは律子に平謝りしていたが、響もどさくさに紛れてあふぅややよいを連れて行こうとしたことがある。また、まこちーが体得したプロレス技の最初の犠牲者である。
ぷちどる達の言葉を理解することができる。そのため、同じように言葉の理解できるやよいとは比較的仲が良い。
編み物が上手で、あふぅ専用のクマの着ぐるみを製作してプレゼントしている。あふぅ本人はあまり気に入らなかったようで、微妙な表情をしている。あふぅの行動を完璧に封じることが出来る数少ない人物で、事務の手伝いをさせられた際におにぎりであふぅを釣って一瞬のうちに捕獲し、クマの着ぐるみを着せて行動を封じ込めた。
春香同様仕事がないことが多く、765プロに来訪した際に事務の手伝いをやらされたことがあるが、本人は事務仕事は得意でないと語っていた（その3日後にドラマで事務員役をもらっている）。近頃は自発的かつ積極的に事務仕事の手伝いをするようになり、事務員（律子・小鳥・ちっちゃん・ぴよぴよ）が全員病欠の際、ちびきの力で幽霊さんとクマ吉とよくわからない生物と一緒に事務仕事をこなした。もっとも、見積書の意味を理解していないなど事務職としての能力は初心者である。
事務仕事にも慣れて来たので律子からの勧めで簿記等の資格を習得するか悩んでいたが、小鳥が仕事をサボって一泊二日の温泉旅行に行ってしまった際に習得する事を決意し、後に見事合格しているが、パソコンは人差し指のみによる一本打ち打法である。
最近では、「高槻ゴールド伝説」の一員となり、着ぐるみを着ながら入浴や海に入るなどある意味アグレッシブな行動をしている。
当初は961プロ所属のように描かれていた（アニメでは765プロ所属で、その部分の発言はミーティングに変更されている）が、原作コミックでも途中から設定が曖昧になった。
実はちびきが呼んでしまった動物達の食費が増えてきており、若干悩んでいるらしい。
四条 貴音（しじょう たかね）
声 - 原由実
第6回から登場。美希とは知り合い。呼ばれてもいないのに、いつの間にか765プロに来訪していた（響同様所属事務所関係については不明）。その後も神出鬼没であり、毎度毎度「しじょっ」または「しじょん」という謎の擬態語と共に唐突に姿を現しては誰かに突っ込まれたり、響によって強制退場させられたりするのがお約束。
第6回で「食べ物でない物など興味ありません」と言っていたが、ゆきぽが好みに合ったらしく、手旗信号やラッパを吹く姿を見て鼻血を流していた。他にもちひゃーを見て鼻血を流すなど、鼻血を流した回数は実は小鳥よりも多い。
「まこちーややよを極限まで太らせると風船のように浮く」と本気で考え、たびたび大量のミカンを与えるなど行動や思考はぶっ飛んでおり、ぷちどるを手にするためなら響をトレード対象に差し出すなど手段を選ばない。春香をもってして「扱いにくい」「めんどくさい」と思わせるほどクセのある性格をしている。
ゆきぽを捕獲しようとしている姿が単行本の合間に描かれているが、失敗している模様。
毒舌家であり、言葉には毎度トゲがある。ネーミングセンスは古代エジプトの人名を想起させるものばかりと千早と同レベルで、ちひゃーを絶句（?）させるも、両者は意気投合している。
登場初期は、基本設定どおり響以外のアイドル達をフルネームで呼ぶが、連載が進むにつれ本人なりに打ち解けたらしく下の名前で普通に呼んでいる。
第8回ラストで登場早々のこあみ・こまみに顔面に蹴りを入れられるも第9回で懐かれ、引き取り手として選ばれる。亜美・真美にも懐かれているらしく、亜美・真美やこあみ・こまみの前では態度が一変する。そのため、響に「キャラが違う」と突っ込まれた。
やよの最初の発見者であり、3ヵ月間誰にも知られることなく暮らしていたと思われる。
彼女のフキダシのみ六角形の角ばった形をしており、セリフの字体も異なり明朝体で表記される。
最初はぷちどるたちの言葉が分かる響ややよいを物の怪扱いしていたが、最近では、貴音もぷちどるたちの言葉を理解することができるようになっている。ゆきぽのしっぽを振る意思表示も理解できる。また、みうらさんの空間跳躍能力を早い段階で使いこなしている。
765プロにコタツが設置された際には必ず何らかの形で登場し、仕事で不在の場合を除きコタツ番を担当。彼女自身はコタツでぷちどるたちと遊ぶ（または遊ばれる）ことが無上の喜びらしい。
武術の心得があるのか、伊織に棒などを使った四条流の技を伝授していたが、自身の知らないうちに知らない技が伊織によって開発され増えていた。
水瀬邸で焼き芋しようとたき火をしようとしたり、芋煮会をするために庭園に芋を植えたりと、自由な行動に伊織によくツッコまれる。
プロデューサー
声 - 間島淳司（アニメ版）
頭がアルファベットの「P」になっているのが特徴のプロデューサー。数少ない男性キャラ。本名不明。担当声優の名前から、視聴者からは「間島P」と呼ばれることもある。基本的に扱いは悪く間抜けな人。アイドル達、特に律子の尻に敷かれており、美希とあふぅによりゴミ袋に突っ込まれたり、海外ロケ現場で間抜けな言動をして砂漠に埋められたり、いおのビームやあふぅの体当たりで撃沈したり、こあみ・こまみが仕掛ける小学生レベルの罠にも本気で引っ掛かったり（ぴよぴよ(アニメ版では貴音)は「わざと引っかかった」と思っていた）、警察に連行されたりするのがお約束。
生存能力が高く、ボートに激突したり砂漠に埋められたりした他、真冬の北海道の湖に沈んでいたり、無人島に置き去りにされたりしたこともあるが、いずれの場合も命は無事であった。
伊織にお仕置きと称して牛で引き回しにされたり、無人島から逃亡を企て律子達のボートに激突したり、ぷちどるの食費を給料から引かれたり、鍋の代金を払わされたりと、何かと苦労が絶えない。なお、肉体的なダメージを受けるとPの字が折れたりゆがんだりする。
まったくへこたれずにいる辺りは心が広いが、第23回Bパートの最後にて、仕事が無く暇だった春香と響が雪歩を強引に連れて突然のプチ旅行に出掛けた時は、事務所の仲間を困らせた事に怒っていたが、その直後に律子に「人のことは言えない」と言わんばかりに睨まれている。事実多くのマヌケな行動で律子や伊織、真を困らせた前科を持つ。前述のようにアイドルを大事にしているため、危険な場所にアイドルを行かせないよう島を調査してから探索させている（アイドルたちもそれは自覚しているようで、お仕置きしようとした伊織がその点を言われ押し黙ってしまったことがあった）。
体型的にはかなり筋肉質。上半身裸になっても絶対にネクタイを外さない。
眼鏡をかけた青年風の姿を披露したことがあるが、単行本の合間では前日に律子から「毒ヒェンテュラの酢のもの」なるものを大量に食べさせられた影響であり、出張版では変装用のマスクだった。
業界関係者と会う際には、様々なバリエーションの変装マスクを使っており、アニメ版では第2期68話で初登場している。
ぷち達の食費や律子からの罰則金で、給料が相当量マイナスになって減っている事を気にしている模様。
なお、様々な問題行動を起こすが、仕事に関してはマスクを使い分け様々な業界関係者からアイドルたちに仕事をもらって来たり、アニメ版第2期9話で律子不在（理由不明）＆ちっちゃんとぴよぴよが風邪でダウンという状況下において小鳥と響を指揮し業績を3倍に上げるなど決して無能ではない。
音無 小鳥（おとなし ことり）
声 - 滝田樹里
第3回で初登場。「ぷちどるの可愛さにヤられた代表的な人物」と欄外キャラ紹介で記載されており、第3回ではちひゃーの行動を見て鼻血を流していたが、その後もちひゃーが歌い、ゆきぽが演奏する光景がツボにはまるなどぷち達には目がない。第8回でちっちゃんを拾ってきた張本人であり、怒り狂った律子に対し自分が面倒を見ると申し出ることで事態を打開した。
「ダメな大人」代表としてちっちゃんに叱られたりぴよぴよ登場時に我を忘れて暴走したりする。ぴよぴよに仕事をほぼ丸投げして叱られたり、こあみ・こまみの仕掛けたいたずらに引っかかってこあみ・こまみに呆れられたり(ぴよぴよは回避していた)と少々抜けている。我那覇響には「事務員みたいだ」と評されており、それまで事務員とは思われていなかった模様。最近は保母さん的ポジションを確立しており、律子不在時の保護者役を担当している。
クジ運が非常に強く、焼き肉無料券や商店街の福引きでは3年連続で旅行を当てており、商店街の人達からは「くじ引きの女王」と呼ばれる（記録を4年連続に更新）。
旅行を当てると、ぷちどるや他のアイドルたちと出かけている（ただし、旅行に誘う際は見境がなく、誤解を招くような言い方が多い）。
ぷちます!ますたーぶっく（『電撃「マ）王』2010年1月号付録）には、公式に公表されている設定以外に「身長159cm」「体重49kg」「血液型AB」という設定が記載されている。これは『THE IDOLM@STER 2』で公式のデータとなった。
高木 順一朗（たかぎ じゅんいちろう）
第2回にちらっと登場。美希と一緒に海外ロケに行っていたが、空港で美希にチケットを買いに行かせたため、見当違いの場所に行ってしまった。第3回では海外ロケ中の回想に登場し、第8回でようやく帰国。しかし、なぜか息も絶え絶えといった状況になっていたが、何があったのかは不明。単行本第1巻の描き下ろし漫画で社長のぷちどるを貰ったが、中身ははるかさんであることが分かり若干残念そうにしていた。しかし、最後のコマではるかさんに再び被せようとしていたことから、気に入った模様。
真っ黒に描かれており、顔も髪形も服装も不明。律子が社長と社長のぷちどる=はるかさんを見ながら「真っ黒ですね」と言ったことから実際黒く見えるようである。
アニメ版では律子や小鳥の台詞で名前のみ登場している。

### その他の人物と登場生物
イマイチP
実在の人物。『電撃「マ）王』でアイマス関係の記事を執筆する編集者。特定の書店で『電撃「マ）王』を購入した際にもらえたポストカードの描き下ろし4コマの5回目（2008年12月号の特典）で登場。『電撃「マ）王』の宣伝を行う予定の伊織に「着ぐるみでよろしく」「やよといおも連れてきて」と連絡を入れ、伊織の怒りを買った。
スペパププ
声 - 大川透
そもそも謎の『生物』なのだが、本項で説明。
当初は「ブラジルらしきところ」ことブラージルの珍味とされていたが、第27回Aパートで日本国内にも生息しているらしいことが判明した。さらに伊織や真がロケで行った無人島の洞窟にも多数生息している模様。真っ黒な姿をしており、触手がある事以外は正体不明だが、図鑑を参照した美希とやよいが驚愕していること（単行本2巻描き下ろし）から、やはり中身は不気味な容姿であるらしい。しかし、自身を見て卒倒したちっちゃんをあずさの元へ連れて行ってあげているあたり、温和で知的な生物とも考えられる。貴音はとても食用には見えないとの反応を示しており、複数のスペパププに遭遇したこあみ・こまみ・ゆきぽは硬直。踊り食いをさせられた伊織はそれを思い出して嘆き（単行本2巻描き下ろし）、その現場にたまたま居合わせた響とちびきが微妙な表情をしていること（第13回Bパート）から、調理された姿はまともなものでは無い模様。
真は名前すら聞いたことがないらしく、貴音は名前は知っていても姿は見たことがなかった様子。あずさは姿を見ただけでそれが「スペパププ」であると理解している。
雪歩だけは反応が特殊で、スペパププの群れに遭遇してもほとんど動じることがない。食べたこともあるらしく、ラジオ収録時や美希とやよいにスペパププについて尋ねられた際、いずれも吹き出し外で「美味しい」と語っている。
手先が器用で、無人島で人間が宿泊可能な宿を建設している。また、宿の中でお土産の販売もしている。
尻尾部分をトカゲのように自切する事が可能であり、これもトカゲと同じように暫く動いている。
まんじゅう屋のおばちゃん
事務所近くの商店街にある創業45年になるまんじゅう屋の女店長。律子と同じくらいに金銭的な事に関してはシビアな部分もある。まんじゅう屋の他にも海の家やかき氷屋（その際、まんじゅう屋に遊びに来た亜美・真美にバイトさせる）焼肉店に、駄菓子屋を経営していたりする。ぷちやアイドル達に食事をごちそうするのが趣味だが、もらえて当たり前の態度を取ったあふぅとこまみに注意をするなど、甘やかしているわけではない。ぷちとも意思疎通ができる等、万能である。事務仕事もこなせるが、ミスするときもある。
別名「米俵の女豹」。
なお、おばちゃんとあるが年齢は32歳（単行本7巻時点）、お酒は飲めない。
アレルギー全般、風邪の諸症状、下痢、肩こり、腰痛などに効く漢方薬の調合ができる(薬剤師の資格を持っているかどうかは不明)。しかし、レシピには「魔人草」、「マンドラゴラ」、「生きた～(塗りつぶされており解読不能)」などかなり怪しげな材料も書かれており、混ぜている最中にすり鉢から「ギィィィィギィィィィ」という鳴き声のような音が出るという怪しい代物。なお、酢味噌が混ぜられているが味は苦いらしい。
スポンサー / とんがった髪の人
声 - 大川透
765プロのスポンサーの一人。ぷちやPの奇行にも動じず、寧ろ気に入る大人物。まこちーの技の師匠でもある。
響にゴルフ場を貸してと頼まれて一日貸し切りにしたりプールを作ったりと何を考えているのかわからない部分もある。
元ネタは鉄拳シリーズの三島平八。
ボルボレ / 鳥じゃない方
声 - 大川透（ドラマCD版） / 間島淳司（アニメ版）
謎の珍獣。どこかの国の国立公園に生息しているらしい。ちびきが泣き出したことで召喚され伊織を追いかけ回すが、我に返ったちびきにより帰還させられた。響曰く「下半身は人間」。
ちびきとやよの髪の毛が絡まってしまった際にも召還され、尻尾部分が鋭利な刃物になっており、それを使って絡まった髪を切断しようとしたが、二人が恐怖により逃げてしまった。
その後、他の動物達と共に生活している為に部屋が狭くなってきたことと食費圧迫により、ちびきによって生息地に戻される際、元々の生息地は極東だったが「神機持った人に狩られる」という理由で別の場所を希望している。
元ネタはゴッドイーターに登場するアラガミの一種であるオウガテイル。
コカトリス / 鳥 / 怪鳥
声 - 大川透
亜美・真美に脅かされて泣いたちびきに召喚された巨大な鳥。亜美・真美を追い詰めるも、二人からお菓子を貰ったちびきに言われて舌打ちしつつも帰っていった。後にいおのゴキブリ克服特訓のために呼ばれたが、そのときはなぜかいおに懐いた。
それ以外にも長距離移動が必要な際に頻繁に呼び出されており、みうらさん（瞬間移動）やはるかさん（巨大化）に並ぶ765プロ一同の移動手段となっている。
第44話Bパートではやよと髪が絡んで動けなくなって泣いたちびきにボルボレと共に召喚された。
雄鶏に蛇のしっぽが生えた姿をしている。
実は目黒に住んでいるらしい。
ヤマタノオロチ
声 - 間島淳司（1 - 4） / 大川透（5 - 8）
ぷち達だけでワカサギ釣りに行った際、突如現れたプロデューサーのせいで一部の釣果が台無しになって泣いたちびきに召喚された。
第44話Bパートでは高所から落下して泣いたちびきに召喚されてちびきとやよを受け止めた。また、アニメ版第1期0話では響から『オロ座衛門』と紹介されていた。
生息地は高志で越国とも呼ばれるが、ちびき達がわからなかった為、アマゾンに送られてしまった。
エレファフィレロ
象の足を持った大ナマズ。第60話Bパートで、舞台のモンスター担当であるちびきに召喚された。
巨大な体躯に反し、「メケメケ」という鳴き声が特徴。実は品川出身。
詳細は不明だが、プールでマスコットのアルバイトをしている模様。
幽霊
響がいお・こあみ・こまみと一緒に行った寺の墓地にいた、死に装束の女性の幽霊。いつの間にか響とちびきに憑いて来ていた。
生前の記憶はなく、名前も戒名しか覚えていない。憑かれた相手は冷気を感じるらしく、夏場は冷房として重宝されている。
ちびきに膝枕した際、コカトリスとエレファフィレロに恨まれ（嫉妬され）る。
膝枕をした者は必ず怖い夢を見る。そして離れた状態だと涼しいというより悪寒が走る。
幽霊ゆえに対象者に顔を近づける習性があり、一回だけちびきに取り憑こうとした。
基本的に暇であり、会計関係の本を熟読していて計算は出来た為、事務員が全員病欠した際の助っ人として召喚された事もある。
響とちびきがパーソナリティーを務めているラジオ番組『響のひびらじっ』に、ちびきの友達枠として出演して音声と映像がちゃんと収録されている。
欲しい物として『大容量のタブレットパソコン』『課金用のギフトカード』と言っており、現世生活を満喫している。
何気にコンビニで買い物をしたり、普通の服を着て色々と行動している。
幽霊ではあるが、普通に食事が出来る。
ハルカニナッチョス
オホーツ海産のカニ。
非常にすばやく、いおのビームを回避してハサミで挟む等、地味に強い。
海に帰ったはずだったが、現在は国内の水族館で飼育されている。
メカ春香
声 - 沼倉愛美
春香の誕生日のサプライズとして製作したロボット。中でちっちゃんが操縦していた。
天の声 / ナレーション
声 - 大川透
本編において、登場人物たちへのツッコミや読者への状況説明をする謎の声。アイドルやぷちどるが声を聞くことも可能らしく、寝こけるゆきぽを起こしたり、はるかさんにくっつかれた伊織を放置して4コマを終わらせようとしたことがある（伊織には「勝手に終わらせるな」と突っ込まれた）。
なお、ドラマCD版とアニメ版の声優は同じだがアイドルたちに対する呼び方が異なる。

## 書誌情報
- 『ぷちます！ -PETIT IDOLM@STER-』アスキー・メディアワークス〈電撃コミックスEX〉、既刊15巻
  1. 2009年11月27日発売[26]、ISBN 978-4-04-868251-0
    - 帯イラスト・コメントは杏仁豆腐。

  2. 2010年8月27日発売[27][28]、ISBN 978-4-04-868808-6
    - 帯コメントは若林直美。

  3. 2011年7月27日発売[29]、ISBN 978-4-04-870701-5
    - 帯コメント・イラストはぷろとん。

  4. 2012年10月27日発売[30]、ISBN 978-4-04-886824-2
    - （ぴよぴよチャーム付特装版）同日発売[31]、ISBN 978-4-04-886858-7

  5. 2013年3月27日発売[32]、ISBN 978-4-04-891417-8
    - （オリジナルアニメDVD付き限定版）同日発売[33]、ISBN 978-4-04-891418-5

  6. 2014年3月27日発売[34]、ISBN 978-4-04-866187-4
    - （オリジナルアニメDVD付き限定版）同日発売[35]、ISBN 978-4-04-866211-6

  7. 2015年4月27日発売[36]、ISBN 978-4-04-869352-3
  8. 2016年2月27日発売[37]、ISBN 978-4-04-865728-0
  9. 2016年11月26日発売[38]、ISBN 978-4-04-892455-9
  10. 2018年3月26日発売[39]、ISBN 978-4-04-892968-4
    - （オリジナルアニメDVD付き限定版）同日発売[40]、ISBN 978-4-04-893205-9

  11. 2018年11月26日発売[41][42]、ISBN 978-4-04-893986-7
    - （オリジナルアニメDVD付き限定版）同日発売[43]、ISBN 978-4-04-893942-3

  12. 2019年12月27日発売[44]、ISBN 978-4-04-912979-3
  13. 2021年3月27日発売[45]、ISBN 978-4-04-913742-2
  14. 2023年2月25日発売[46]、ISBN 978-4-04-914878-7
  15. 2024年12月27日発売[47]、ISBN 978-4-04-916175-5

## ドラマCD
アイドルマスターのコミカライズ作品としては3作品目のドラマCD化が2010年12月24日に告知されている。
第1巻は2011年4月27日発売。制作はこれまでのドラマCD同様フロンティアワークスが担当している。ぷちどる達の声はモデルとなった人物と同じキャストが起用されたほか、ナレーションは大川透が担当する。第2巻は単行本第3巻と同日の2011年7月27日に発売された。また、『電撃「マ）王』2011年9月号のお試し版CDにドラマCD未収録の話が収録されており、こちらは後にアイドルマスターモバイルにおいて期間限定で無料配信された。
オープニングテーマとして「ぷちどるのうた」（作詞：yura、作曲：佐々木宏人）が用意され、ドラマCDとしては前作に当たる『Eternal Prism』同様にドラマCD2枚の全巻購入特典としてこの曲が収録されたCDのプレゼント企画が行われた。

## アニメ
『ぷちます! -プチ・アイドルマスター-』のタイトルで、2013年1月1日から3月29日までアニメイトTV、ニコニコ動画にて月曜日から金曜日まで配信された。約2分30秒の短編アニメで、全64話。ニコニコ動画では全ての話が24時間限定公開のため、日付が変わると削除されるので増刊号以外でバックナンバーを見ることは出来ない。2012年9月23日に開催された東京ゲームショウ内イベント『THE IDOLM@STER 生っすか!?サンデー出張版 in TGS2012 〜〜見逃し厳禁！驚きの新情報続々スペシャル!!〜〜』にてぷちアニメ化が決定したことが発表され、同日中にアニメ公式サイトがオープンした。
コミックス第5巻・第6巻・第10巻の限定版および、DVD&Blu-ray各巻には新作エピソードのOVAが同梱。
2013年9月21日に千葉県の幕張メッセにて開催された『アイドルマスター』8周年のライブイベント“THE IDOLM@STER 8th ANNIVERSARY HOP! STEP!! FESTIV@L!!!”幕張公演初日で、『ぷちます!』2期の製作が発表された。タイトルは『ぷちます!!』とエクスクラメーションマークが一つ増えた。10月29日に公式サイトにてキービジュアル公開と共に、正式タイトル『ぷちます!! -プチプチ・アイドルマスター-』と2014年4月から6月まで配信、スタッフ・キャストは第1期のままであることが発表された。全74話。
第1期が原作に忠実にアニメ化されたのに対し、第2期はオリジナルのエピソードが増え、原作のエピソードもキャラを変更したり複数の話を組み合わせて再構成するなど、オリジナル色が強くなっている。
2016年4月から6月まで第1期が『ULTRA SUPER ANIME TIME』にてテレビ放送された。複数話をまとめて1話分にする再編集がなされている。

### スタッフ
- 監督 - まんきゅう
- 原作 - バンダイナムコゲームス（「アイドルマスター」スピンオフ作品コミック『ぷちます!』より〈電撃マオウ連載 作画：明音〉）
- キャラクター原案 - 窪岡俊之
- キャラクターデザイン - 玉戸さお
- 撮影監督 - 嵐田絢花
- 美術監督 - 菊池美智代（第1期）→根本洋行（第2期）
- 音楽 - 三澤康広
- 音楽プロデューサー - 若林豪（第1期）→吉川明、丸山真琴（第2期）
- 音楽制作 - フロンティアワークス
- 音響監督 - えのもとたかひろ
- プロデューサー - 高橋和也、田中信作
- アニメーションプロデューサー - 清水香梨子
- 製作 - ぷちます!製作委員会（フロンティアワークス、KADOKAWA〈旧メディアファクトリー〉）
- アニメーション制作 - ギャザリング

### 主題歌
エンディングテーマは1ヶ月ごとに変更される。
第1期
エンディングテーマ
全作詞・作曲 - イイジマケン
「あ・り・が・と・YESTERDAYS」（第1話 - 第23話、DC版第1話 - 第7話、OVA〈2 - 2〉・ED、USAT版第1話 - 第4話）
編曲 - 浜田ピエール裕介 / 歌 - 春香・律子・真・美希
「TODAY with ME」（第24話 - 第43話、DC版第8話 - 第15話、OVA〈2 - 3〉、USAT版第5話 - 第8話）
編曲 - イイジマケン、村山シベリウス達彦 / 歌 - 千早・雪歩・亜美・真美・響
「Maybe TOMORROW」（第44話 - 第63話、DC版第16話 - 第22話、OVA〈2 - 4〉、USAT版第9話 - 第12話）
編曲 - イイジマケン、村山シベリウス達彦 / 歌 - やよい・あずさ・伊織・貴音
「ら♪ら♪ら♪わんだぁらんど」（第64話、DC版第23話、OVA&OAD、USAT版OP・第13話ED）
編曲 - イイジマケン、村山シベリウス達彦 / 歌 - 765PRO ALLSTARS featuring ぷちどる

挿入歌
「ら♪ら♪ら♪わんだぁらんど」（第50話）
歌 - 天海春香

第2期
エンディングテーマ
「オハヨ○サンシャイン」（第1話 - 第13話、第15話 - 第25話）
作詞・作曲 - イイジマケン / 編曲 - 炭竃智弘 / 歌 - やよい・伊織・響・亜美・真美
「1人ぼっちの歌」（第14話）
作詞 - まんきゅう / 作曲 - 三澤康広 / 編曲 - 三澤康広、杉田未央 / 歌 - プロデューサー
「ハロー*ランチタイム」（第26話 - 第50話）
作詞・作曲 - イイジマケン / 編曲 - 炭竃智弘 / 歌 - 律子・真・春香・千早
「グッナイ☆スターズ」（第51話 - 第73話）
作詞・作曲 - イイジマケン / 編曲 - 炭竃智弘 / 歌 - あずさ・貴音・雪歩・美希
「ら♪ら♪ら♪わんだぁらんど とろぴかるRemix」（第74話）
作詞・作曲・編曲 - イイジマケン / 歌 - 765PRO ALLSTARS featuring ぷちどる

挿入歌
「choco fondue」（第7話）
作詞 - yura / 作曲 - 山崎寛子 / 編曲 - 福富雅之 / 歌 - 如月千早

### 各話リスト
第1期は第0話を除くサブタイトルの頭文字、第2期はOVAを除くサブタイトルの語尾の1文字(一部例外あり)を繋げると一つの文章になる。

また,第1期OVAについてもサブタイトルの頭文字をつなげると「和気藹々」(わきあいあい)という四字熟語ができる。
| 話数                                               | サブタイトル                             | 脚本       | 絵コンテ                  | 演出           | 作画監督            | 原画                                | 増刊号         | DC版サブタイトル       |
| 第1期                                              | 第1期                                    | 第1期      | 第1期                     | 第1期          | 第1期               | 第1期                               | 第1期          | 第1期                  |
| -------------------------------------------------- | ---------------------------------------- | ---------- | ------------------------- | -------------- | ------------------- | ----------------------------------- | -------------- | ---------------------- |
| #0                                                 | だい0わ                                  |            |                           |                |                     |                                     |                |                        |
| #1                                                 | ちっちゃなぷちどる                       | まんきゅう | まんきゅう                | まんきゅう     | 三田潤              | 三田潤                              | 第1回          | あらたなるはじまり     |
| #2                                                 | いつものふうけい                         | まんきゅう | まんきゅう                | まんきゅう     | 三田潤              | 三田潤                              | 第1回          | あらたなるはじまり     |
| #3                                                 | さわやかなはじまり                       | まんきゅう | まんきゅう                | まんきゅう     | 三田潤              | 三田潤                              | 第1回          | あらたなるはじまり     |
| #4                                                 | くうかくわれるか                         | まんきゅう | たかたまさひろ            | まんきゅう     | 三田潤              | 三田潤 ポエ山                       | 第1回          | いきなりとうじょう     |
| #5                                                 | てあわせ                                 | まんきゅう | たかたまさひろ            | まんきゅう     | 三田潤              | 三田潤                              | 第2回          | いきなりとうじょう     |
| #6                                                 | かいしょうなし                           | まんきゅう | たかたまさひろ            | まんきゅう     | 三田潤              | 三田潤                              | 第2回          | いきなりとうじょう     |
| #7                                                 | わーるどわいど                           | まんきゅう | たかたまさひろ            | まんきゅう     | 三田潤              | 矢立きょう                          | 第2回          | どこからきたの？       |
| #8                                                 | いろいろなたいけい                       | まんきゅう | たかたまさひろ            | まんきゅう     | 三田潤              | 矢立きょう                          | 第2回          | どこからきたの？       |
| #9                                                 | いいなかま                               | まんきゅう | たかたまさひろ            | まんきゅう     | 三田潤              | 三田潤                              | 第2回          | どこからきたの？       |
| #10                                                | なぜかむじんとう                         | まんきゅう | たかたまさひろ            | まんきゅう     | 三田潤              | 三田潤                              | 第3回          | るろうのたびびと       |
| #11                                                | ぞっこんらぶ                             | まんきゅう | たかたまさひろ            | まんきゅう     | 三田潤              | 矢立きょう                          | 第3回          | るろうのたびびと       |
| #12                                                | のこされたひと                           | まんきゅう | たかたまさひろ            | まんきゅう     | 三田潤              | 矢立きょう                          | 第3回          | るろうのたびびと       |
| #13                                                | いつもどおり                             | まんきゅう | まんきゅう                | まんきゅう     | 三田潤              | ポエ山                              | 第3回          | まさかのとくせい       |
| #14                                                | ききいっぱつ!?                           | まんきゅう | まんきゅう                | まんきゅう     | 三田潤              | 三田潤                              | 第3回          | まさかのとくせい       |
| #15                                                | もうかんべんならぬ!                      | まんきゅう | まんきゅう                | まんきゅう     | 三田潤              | 矢立きょう 三田潤                   | 第4回          | まさかのとくせい       |
| #16                                                | のどかないちにち                         | まんきゅう | まんきゅう                | まんきゅう     | 三田潤              | 三田潤                              | 第4回          | すてきなしんきゃら     |
| #17                                                | ぷちどるのことば                         | まんきゅう | まんきゅう                | まんきゅう     | 三田潤              | 矢立きょう                          | 第4回          | すてきなしんきゃら     |
| #18                                                | ちゃん♪ちゃん♪                           | まんきゅう | まんきゅう                | まんきゅう     | 三田潤              | 矢立きょう                          | 第4回          | すてきなしんきゃら     |
| #19                                                | どっきりふっさり                         | まんきゅう | たかたまさひろ            | まんきゅう     | 三田潤              | 三田潤 ポエ山                       | 第4回          | たすけて               |
| #20                                                | るいはともをよぶ                         | まんきゅう | たかたまさひろ            | まんきゅう     | 三田潤              | 矢立きょう                          | 第5回          | たすけて               |
| #21                                                | まきえ                                   | まんきゅう | たかたまさひろ            | まんきゅう     | 三田潤              | 矢立きょう 三田潤                   | 第5回          | たすけて               |
| #22                                                | いしんでんしん                           | まんきゅう | 春日森春木                | まんきゅう     | 三田潤              | ポエ山                              | 第5回          | あたらしいじむいん     |
| #23                                                | にてるかな?                              | まんきゅう | 春日森春木                | まんきゅう     | 三田潤              | ポエ山                              | 第5回          | あたらしいじむいん     |
| #24                                                | ちっちゃなふたご                         | まんきゅう | 春日森春木                | まんきゅう     | 三田潤              | ポエ山                              | 第5回          | あたらしいじむいん     |
| #25                                                | くねくねくにゃぁ                         | まんきゅう | 春日森春木                | まんきゅう     | 三田潤              | ポエ山                              | 第6回          | ぷちにめろめろ         |
| #26                                                | つうかあ                                 | まんきゅう | 春日森春木                | まんきゅう     | 三田潤              | ポエ山                              | 第6回          | ぷちにめろめろ         |
| #27                                                | てんぱりことり                           | まんきゅう | まんきゅう                | まんきゅう     | 三田潤              | 矢立きょう                          | 第6回          | ちっちゃい○○           |
| #28                                                | ねるとん?                                | まんきゅう | まんきゅう                | まんきゅう     | 三田潤              | 矢立きょう                          | 第6回          | ちっちゃい○○           |
| #29                                                | でーじほっこり                           | まんきゅう | まんきゅう                | まんきゅう     | 三田潤              | 矢立きょう                          | 第6回          | ちっちゃい○○           |
| #30                                                | あぁきづいたらえじぷと                   | まんきゅう | 春日森春木                | まんきゅう     | 三田潤              | ポエ山                              | 第7回          | またしてもかいがい     |
| #31                                                | そこにひそんでる                         | まんきゅう | 春日森春木                | まんきゅう     | 三田潤              | ポエ山                              | 第7回          | またしてもかいがい     |
| #32                                                | ぶじきこく                               | まんきゅう | 春日森春木                | まんきゅう     | 三田潤              | ポエ山                              | 第7回          | またしてもかいがい     |
| #33                                                | ほんとにだめ?                            | まんきゅう | 春日森春木                | まんきゅう     | 三田潤              | 矢立きょう                          | 第7回          | すかいはい             |
| #34                                                | つかまえたっ                             | まんきゅう | 春日森春木                | まんきゅう     | 三田潤              | 矢立きょう                          | 第7回          | すかいはい             |
| #35                                                | ぺかぺかおでこ                           | まんきゅう | 春日森春木                | まんきゅう     | 三田潤              | 矢立きょう                          | 第8回          | すかいはい             |
| #36                                                | ぷらいどをかけて                         | まんきゅう | まんきゅう                | まんきゅう     | 三田潤              | ポエ山                              | 第8回          | だっておんなのこだもん |
| #37                                                | にどあることは                           | まんきゅう | まんきゅう                | まんきゅう     | 三田潤              | 矢立きょう                          | 第8回          | だっておんなのこだもん |
| #38                                                | ぷれいがーる                             | まんきゅう | 春日森春木                | まんきゅう     | 三田潤              | ポエ山                              | 第8回          | よろしくちいさいひと   |
| #39                                                | にんげんふしん                           | まんきゅう | 春日森春木                | まんきゅう     | 三田潤              | 月見里智弘 向井雅俊                 | 第8回          | よろしくちいさいひと   |
| #40                                                | やっとだぞ                               | まんきゅう | 春日森春木                | まんきゅう     | 三田潤              | 月見里智弘 向井雅俊                 | 第9回          | よろしくちいさいひと   |
| #41                                                | わきあいあい                             | まんきゅう | まんきゅう                | まんきゅう     | 三田潤              | ポエ山                              | 第9回          | あいのために           |
| #42                                                | らあめんだいすき                         | まんきゅう | まんきゅう                | まんきゅう     | 三田潤              | 矢立きょう                          | 第9回          | あいのために           |
| #43                                                | かってかぶとのおをしめよ                 | まんきゅう | たかたまさひろ            | まんきゅう     | 三田潤              | 月見里智弘 向井雅俊                 | 第9回          | やっぱりかてない       |
| #44                                                | いちばんはだれ?                          | まんきゅう | たかたまさひろ            | まんきゅう     | 三田潤              | ポエ山                              | 第9回          | やっぱりかてない       |
| #45                                                | ついにけっちゃく!                        | まんきゅう | たかたまさひろ            | まんきゅう     | 三田潤              | 月見里智弘 向井雅俊                 | 第10回         | やっぱりかてない       |
| #46                                                | てってってー                             | まんきゅう | 春日森春木                | まんきゅう     | 三田潤              | 月見里智弘 向井雅俊                 | 第10回         | すいえいたいかい       |
| #47                                                | しごとですから                           | まんきゅう | 春日森春木                | まんきゅう     | 三田潤              | ポエ山                              | 第10回         | すいえいたいかい       |
| #48                                                | あるかな?ポロリ                          | まんきゅう | 春日森春木                | まんきゅう     | 三田潤              | 矢立きょう                          | 第10回         | すいえいたいかい       |
| #49                                                | わきわきかーにばる                       | まんきゅう | 春日森春木                | まんきゅう     | 三田潤              | 月見里智弘 向井雅俊                 | 第10回         | すいえいたいかい       |
| #50                                                | せいしをかけたたたかい                   | まんきゅう | 春日森春木                | まんきゅう     | 三田潤              | ポエ山                              | 第11回         | すいえいたいかい       |
| #51                                                | あなたについていく                       | まんきゅう | 月見里智弘                | まんきゅう     | 三田潤              | 月見里智弘 向井雅俊                 | 第11回         | たすけてひびきさん     |
| #52                                                | なんでこうなるの!?                       | まんきゅう | 月見里智弘                | まんきゅう     | 三田潤              | ポエ山                              | 第11回         | たすけてひびきさん     |
| #53                                                | たびはみちづれよはなさけ                 | まんきゅう | 月見里智弘                | まんきゅう     | 三田潤              | 矢立きょう                          | 第11回         | たすけてひびきさん     |
| #54                                                | のっぴきならぬ!                          | まんきゅう | 月見里智弘                | まんきゅう     | 三田潤              | 月見里智弘 向井雅俊                 | 第11回         | かっとべせかいへ       |
| #55                                                | そいや!そいや!                           | まんきゅう | 月見里智弘                | まんきゅう     | 三田潤              | 月見里智弘 向井雅俊                 | 第12回         | かっとべせかいへ       |
| #56                                                | ばかんす!?                               | まんきゅう | 月見里智弘                | まんきゅう     | 三田潤              | 矢立きょう、月見里智弘 向井雅俊     | 第12回         | かっとべせかいへ       |
| #57                                                | にこやかないちにち                       | まんきゅう | まんきゅう                | まんきゅう     | 三田潤              | ポエ山                              | 第12回         | ちいさなしあわせ       |
| #58                                                | いっつしょーたいむ!                      | まんきゅう | 月見里智弘                | まんきゅう     | 三田潤              | ポエ山                              | 第12回         | るっく みー            |
| #59                                                | つうこんのいちげき?                      | まんきゅう | 月見里智弘                | まんきゅう     | 三田潤              | ポエ山                              | 第12回         | るっく みー            |
| #60                                                | もはやこれまでか!?                       | まんきゅう | 月見里智弘                | まんきゅう     | 三田潤              | ポエ山                              | 第13回         | るっく みー            |
| #61                                                | ぷちおつかい♪                            | まんきゅう | たかたまさひろ            | まんきゅう     | 三田潤              | ポエ山                              | 第13回         | ついでによりみち       |
| #62                                                | ちくたくちくたく                         | まんきゅう | たかたまさひろ            | まんきゅう     | 三田潤              | ポエ山                              | 第13回         | ついでによりみち       |
| #63                                                | どうにかこうにか                         | まんきゅう | たかたまさひろ            | まんきゅう     | 三田潤              | 月見里智弘 向井雅俊                 | 第13回         | ついでによりみち       |
| #64                                                | るいはともをよぶ                         | まんきゅう | まんきゅう                | まんきゅう     | 三田潤              | 月見里智弘、向井雅俊 ポエ山         | 第13回         | るいはともをよぶ       |
| OVA『高槻ゴールド伝説すぺしゃる!! はるかさん祭り』 |                                          |            |                           |                |                     |                                     |                |                        |
| わぁるど1                                          | わんだふるでいず                         | まんきゅう | まんきゅう                | まんきゅう     | 三田潤              | ポエ山                              |                |                        |
| わぁるど2-1                                        | きみょうなほこら                         | まんきゅう | まんきゅう                | まんきゅう     | 三田潤              | 矢立きょう                          |                |                        |
| わぁるど2-2                                        | あっついなぁ                             | まんきゅう | まんきゅう                | まんきゅう     | 三田潤              | 矢立きょう                          |                |                        |
| わぁるど2-3                                        | いふうどうどう                           | まんきゅう | 月見里智弘                | まんきゅう     | 三田潤 月見里智弘   | ポエ山 矢立きょう                   |                |                        |
| わぁるど2-4                                        | あいどるだもの                           | まんきゅう | まんきゅう                | まんきゅう     | 月見里智弘 向井雅俊 | 矢立きょう 三田潤                   |                |                        |
| わぁるど3                                          | いつもいっしょ                           | まんきゅう | まんきゅう                | まんきゅう     | 三田潤              | 月見里智弘 向井雅俊                 |                |                        |
| 第2期                                              |                                          |            |                           |                |                     |                                     |                |                        |
| OVA                                                | ふゆ→こたつ←はる                         | まんきゅう | まんきゅう                | たかたまさひろ | 三田潤              | 三田潤、ポエ山 無錫旭陽動画         |                |                        |
| #1                                                 | Pから生まれたP太郎                       | まんきゅう | まんきゅう                | まんきゅう     | 三田潤              | 三田潤、砂川尚人 徳永逸美、中野涼子 | 1-4話 上映会   |                        |
| #2                                                 | きんぐおぶくちべた                       | まんきゅう | 飯田崇                    | まんきゅう     | 三田潤              | 中野涼子、砂川尚人 徳永逸美         | 1-4話 上映会   |                        |
| #3                                                 | 意外な伝え方                             | まんきゅう | 月見里智弘                | まんきゅう     | 三田潤              | 三田潤、中野涼子 砂川尚人、徳永逸美 | 1-4話 上映会   |                        |
| #4                                                 | 鳴らぬ腹の音                             | まんきゅう | 飯田崇                    | まんきゅう     | 三田潤              | 中野涼子、砂川尚人 徳永逸美         | 1-4話 上映会   |                        |
| #5                                                 | ラジオでいつもの                         | まんきゅう | 飯田崇                    | まんきゅう     | 三田潤              | 中野涼子                            | 5-9話 上映会   |                        |
| #6                                                 | 2人の仲はお墨付き                        | まんきゅう | 月見里智弘                | まんきゅう     | 三田潤              | 砂川尚人 徳永逸美                   | 5-9話 上映会   |                        |
| #7                                                 | 歌える幸せ                               | まんきゅう | 向井雅俊                  | まんきゅう     | 三田潤              | ポエ山                              | 5-9話 上映会   |                        |
| #8                                                 | あっぷっぷっ                             | まんきゅう | まんきゅう                | まんきゅう     | 三田潤              | 中野涼子、砂川尚人 徳永逸美         | 5-9話 上映会   |                        |
| #9                                                 | 風邪ひいちゃった!                        | まんきゅう | たかたまさひろ            | まんきゅう     | 三田潤              | 砂川尚人 徳永逸美                   | 5-9話 上映会   |                        |
| #10                                                | まるで湯たんぽ                           | まんきゅう | 向井雅俊                  | まんきゅう     | 三田潤              | 中野涼子、砂川尚人 徳永逸美         | 10-17話 上映会 |                        |
| #11                                                | たまにはのんびりしてみるか               | まんきゅう | 向井雅俊                  | たかたまさひろ | 永治健太            | 松野祐                              | 10-17話 上映会 |                        |
| #12                                                | 遅れてワンテンポ                         | まんきゅう | 高津智子                  | たかたまさひろ | 原奏也              | 清水厚貴                            | 10-17話 上映会 |                        |
| #13                                                | おしごとのけっか                         | まんきゅう | 高津智子                  | たかたまさひろ | 永治健太            | 田之上慎                            | 10-17話 上映会 |                        |
| #14                                                | 哀しみよ NO MORE                         | まんきゅう | 高津智子                  | たかたまさひろ | 原奏也              | 坂本次男                            | 10-17話 上映会 |                        |
| #15                                                | Before → After                           | まんきゅう | 向井雅俊                  | まんきゅう     | 三田潤              | 中野涼子、砂川尚人 徳永逸美         | 10-17話 上映会 |                        |
| #16                                                | Re@Before → After                        | まんきゅう | まんきゅう                | まんきゅう     | 三田潤              | ポエ山                              | 10-17話 上映会 |                        |
| #17                                                | 小春日和でぽっかぽか                     | まんきゅう | たかたまさひろ            | まんきゅう     | 三田潤              | 砂川尚人 徳永逸美                   | 10-17話 上映会 |                        |
| #18                                                | 音無小鳥の場合                           | まんきゅう | 飯田崇                    | まんきゅう     | 三田潤              | 砂川尚人 徳永逸美                   | 18-22話 上映会 |                        |
| #19                                                | ちっちゃんの秘密                         | まんきゅう | 飯田崇                    | まんきゅう     | 三田潤              | 砂川尚人 徳永逸美                   | 18-22話 上映会 |                        |
| #20                                                | あの手この手                             | まんきゅう | 向井雅俊                  | まんきゅう     | 三田潤              | 砂川尚人                            | 18-22話 上映会 |                        |
| #21                                                | ほっこり御御足                           | まんきゅう | たかたまさひろ            | まんきゅう     | 三田潤              | 砂川尚人、徳永逸美 中野涼子         | 18-22話 上映会 |                        |
| #22                                                | はぁときゃっちぐらびあ                   | まんきゅう | 飯田崇                    | まんきゅう     | 三田潤              | 徳永逸美                            | 18-22話 上映会 |                        |
| #23                                                | ごーるでんあわー                         | まんきゅう | たかたまさひろ            | たかたまさひろ | 永治健太            | 李始恩 徳永逸美                     | 23-27話 上映会 |                        |
| #24                                                | はるかさん像（銅）を目指せ               | まんきゅう | たかたまさひろ            | たかたまさひろ | 原奏也              | 大須賀文                            | 23-27話 上映会 |                        |
| #25                                                | はるかさん像（銀）を目指せ!              | まんきゅう | たかたまさひろ            | たかたまさひろ | 三田潤              | ポエ山                              | 23-27話 上映会 |                        |
| #26                                                | はるかさん像（金）を目指せ!!             | まんきゅう | たかたまさひろ            | たかたまさひろ | 原奏也              | 李始恩                              | 23-27話 上映会 |                        |
| #27                                                | やっぱりいつもの                         | まんきゅう | たかたまさひろ            | たかたまさひろ | 永治健太            | 今川よしみ                          | 23-27話 上映会 |                        |
| #28                                                | やよいおいまじねいしょん                 | まんきゅう | 月見里智弘                | まんきゅう     | 三田潤              | 三田潤 砂川尚人                     | 28-35話 上映会 |                        |
| #29                                                | ウルトラスーパーミラクルアイドルの誕生日 | まんきゅう | まんきゅう                | まんきゅう     | 三田潤              | 徳永逸美                            | 28-35話 上映会 |                        |
| #30                                                | 水魚な2人                                | まんきゅう | 飯田崇                    | たかたまさひろ | 三田潤              | 砂川尚人 徳永逸美                   | 28-35話 上映会 |                        |
| #31                                                | ぴーっ!ぴぴぴぴぴ                        | まんきゅう | たかたまさひろ            | たかたまさひろ | 三田潤              | 砂川尚人 徳永逸美                   | 28-35話 上映会 |                        |
| #32                                                | ミラクルコック                           | まんきゅう | 飯田崇                    | まんきゅう     | 三田潤              | 砂川尚人 徳永逸美                   | 28-35話 上映会 |                        |
| #33                                                | 我が名はP!愛の趣くままに                 | まんきゅう | 飯田崇                    | まんきゅう     | 三田潤              | 砂川尚人 徳永逸美                   | 28-35話 上映会 |                        |
| #34                                                | あら〜な体質                             | まんきゅう | 向井雅俊                  | まんきゅう     | 三田潤              | 砂川尚人                            | 28-35話 上映会 |                        |
| #35                                                | 魂のトークバック                         | まんきゅう | 飯田崇                    | まんきゅう     | 三田潤              | ポエ山                              | 28-35話 上映会 |                        |
| #36                                                | ちひゃーのセレナーデ                     | まんきゅう | 飯田崇                    | まんきゅう     | 三田潤              | 中野涼子                            | 36-40話 上映会 |                        |
| #37                                                | 図書館で花まる笑顔                       | まんきゅう | 飯田崇                    | まんきゅう     | 三田潤              | 中野涼子                            | 36-40話 上映会 |                        |
| #38                                                | 今日はメガネの気分かな                   | まんきゅう | 飯田崇                    | たかたまさひろ | 原奏也              | 並木あゆみ                          | 36-40話 上映会 |                        |
| #39                                                | 新品メガネはぴっかぴか                   | まんきゅう | 飯田崇                    | たかたまさひろ | 永治健太            | 蜷川貴弘                            | 36-40話 上映会 |                        |
| #40                                                | ぷちしりとり大会                         | まんきゅう | 飯田崇                    | たかたまさひろ | 原奏也              | 萩原香澄                            | 36-40話 上映会 |                        |
| #41                                                | イタズラ大好きっ                         | まんきゅう | 向井雅俊                  | たかたまさひろ | 永治健太            | 板井寛之                            | 41-45話 上映会 |                        |
| #42                                                | 目指せお宝!1点突破                       | まんきゅう | 飯田崇                    | たかたまさひろ | 原奏也              | 昆冨美子                            | 41-45話 上映会 |                        |
| #43                                                | ラジオDE着ぐるみぃ                       | まんきゅう | 飯田崇                    | たかたまさひろ | 永治健太            | 田之上慎                            | 41-45話 上映会 |                        |
| #44                                                | みっしょんぷちぽっしぶる♡                | まんきゅう | 飯田崇                    | まんきゅう     | 三田潤              | 徳永逸美                            | 41-45話 上映会 |                        |
| #45                                                | あの店の行方                             | まんきゅう | 飯田崇                    | まんきゅう     | 三田潤              | ポエ山                              | 41-45話 上映会 |                        |
| #46                                                | 四条貴音倶楽部                           | まんきゅう | 飯田崇                    | たかたまさひろ | 原奏也              | 星野直也                            | 46-50話 上映会 |                        |
| #47                                                | 昔々のものがたり                         | まんきゅう | 飯田崇                    | たかたまさひろ | 永治健太            | 南雲綾                              | 46-50話 上映会 |                        |
| #48                                                | 貴音の在り方                             | まんきゅう | 高津智子                  | たかたまさひろ | 原奏也              | 加藤照代                            | 46-50話 上映会 |                        |
| #49                                                | I don’t cry                              | まんきゅう | 高津智子                  | まんきゅう     | 三田潤              | 砂川尚人                            | 46-50話 上映会 |                        |
| #50                                                | いっつ!しょ〜たいむ                      | まんきゅう | まんきゅう                | まんきゅう     | 三田潤              | 無錫旭陽動画                        | 46-50話 上映会 |                        |
| #51                                                | うぉ〜た〜どろっぷ                       | まんきゅう | 向井雅俊                  | まんきゅう     | 原奏也              | 砂川尚人 徳永逸美                   | 51-55話 上映会 |                        |
| #52                                                | お馴染みの1日                            | まんきゅう | 飯田崇                    | まんきゅう     | 三田潤              | 砂川尚人                            | 51-55話 上映会 |                        |
| #53                                                | ごゆるりだいえっとろぉど                 | まんきゅう | まんきゅう                | たかたまさひろ | 永治健太            | 李始恩                              | 51-55話 上映会 |                        |
| #54                                                | 鉄の拳! 緊急すくらんぶる                 | まんきゅう | 飯田崇                    | まんきゅう     | 三田潤              | 徳永逸美                            | 51-55話 上映会 |                        |
| #55                                                | あふぅとでんでんむし☆                    | まんきゅう | 向井雅俊                  | たかたまさひろ | 永治健太            | 山中いづみ                          | 51-55話 上映会 |                        |
| #56                                                | 勝ってみせるわ                           | まんきゅう | まんきゅう                | たかたまさひろ | 原奏也              | 松野祐                              | 56-60話 上映会 |                        |
| #57                                                | お留守番ま＠すた〜                       | まんきゅう | まんきゅう                | まんきゅう     | 三田潤              | ポエ山                              | 56-60話 上映会 |                        |
| #58                                                | 口パクぴったし                           | まんきゅう | 向井雅俊                  | たかたまさひろ | 原奏也              | 星野直也                            | 56-60話 上映会 |                        |
| #59                                                | なんてこった                             | まんきゅう | 高津智子                  | たかたまさひろ | 永治健太            | 中野裕紀                            | 56-60話 上映会 |                        |
| #60                                                | わっくわくな私たち                       | まんきゅう | 高津智子                  | たかたまさひろ | 原奏也              | 蜷川貴弘                            | 56-60話 上映会 |                        |
| #61                                                | マダゼスチンサイダー! なの               | まんきゅう | 飯田崇                    | たかたまさひろ | 永治健太            | 高原修司                            | 61-65話 上映会 |                        |
| #62                                                | 雨の日のあうとどあ                       | まんきゅう | 飯田崇                    | たかたまさひろ | 原奏也              | 安田周平                            | 61-65話 上映会 |                        |
| #63                                                | 音無小鳥を囲む会                         | まんきゅう | 飯田崇                    | たかたまさひろ | 永治健太            | 大須賀文                            | 61-65話 上映会 |                        |
| #64                                                | たかにゃデキる子ムテキな子               | まんきゅう | 月見里智弘                | たかたまさひろ | 原奏也              | 松崎嘉克                            | 61-65話 上映会 |                        |
| #65                                                | 月末くえすと                             | まんきゅう | まんきゅう                | まんきゅう     | 三田潤              | 三田潤                              | 61-65話 上映会 |                        |
| #66                                                | 言えない言葉                             | まんきゅう | 飯田崇                    | たかたまさひろ | 原奏也              | 松野祐                              | 66-73話 上映会 |                        |
| #67                                                | わぁるど・おぶ・遠足                     | まんきゅう | 高津智子                  | まんきゅう     | 三田潤              | 徳永逸美                            | 66-73話 上映会 |                        |
| #68                                                | プロデューサーの秘密                     | まんきゅう | 飯田崇                    | まんきゅう     | 原奏也              | スタジオグラフィティ                | 66-73話 上映会 |                        |
| #69                                                | とかちつくちて                           | まんきゅう | 飯田崇                    | まんきゅう     | 原奏也              | スタジオグラフィティ                | 66-73話 上映会 |                        |
| #70                                                | これが世の常                             | まんきゅう | 飯田崇                    | たかたまさひろ | 原奏也              | スタジオグラフィティ                | 66-73話 上映会 |                        |
| #71                                                | Pの奥の手                                | まんきゅう | 飯田崇                    | たかたまさひろ | 永治健太            | スタジオグラフィティ                | 66-73話 上映会 |                        |
| #72                                                | はじめてのあどべんちゃあ                 | まんきゅう | 飯田崇                    | まんきゅう     | 永治健太            | 亀山進矢                            | 66-73話 上映会 |                        |
| #73                                                | おもいめぐらそ                           | まんきゅう | 飯田崇                    | まんきゅう     | 永治健太            | 谷拓也                              | 66-73話 上映会 |                        |
| #74                                                | 食って寝て遊べ                           | まんきゅう | まんきゅう                | まんきゅう     | 三田潤              | 徳永逸美                            |                |                        |
| コミックス限定版DVD                                |                                          |            |                           |                |                     |                                     |                |                        |
| OVA                                                | I・H@RD（アイ・ハード）                  | まんきゅう | たかたまさひろ まんきゅう | 月見里智弘     | 山田英子 三田潤     | 高津智子 向井雅俊 吉原優代          |                |                        |
| OVA2                                               | SP@CE TR@VEL!!（すぺーす とらべる）      |            |                           |                |                     |                                     |                |                        |

### 放送局
| 放送地域       | 放送局             | 放送期間                                                      | 放送時間                                                                     | 放送系列     | 備考                                              |
| 第1期          | 第1期              | 第1期                                                         | 第1期                                                                        | 第1期        | 第1期                                             |
| -------------- | ------------------ | ------------------------------------------------------------- | ---------------------------------------------------------------------------- | ------------ | ------------------------------------------------- |
| 日本全域       | アニメイトTV       | 2013年1月1日 - 3月29日                                        | 月 - 金曜 0:00 更新                                                          | ネット配信   |                                                   |
| 日本全域       | ニコニコチャンネル | 2013年1月1日 - 3月29日                                        | 月 - 金曜 0:00 更新                                                          | ネット配信   |                                                   |
| 日本全域       | モバイルアニメイト | 2013年1月1日 - 3月29日                                        | 月 - 金曜 0:00 更新                                                          | モバイル配信 |                                                   |
| 日本国内       | NOTTV              | 2013年1月1日 - 3月29日                                        | 月 - 金曜 5:00 更新                                                          | モバキャス   | シフトタイム                                      |
| 日本国内       | NOTTV              | 2013年2月12日 - 5月7日                                        | 火曜 21:45 - 22:00                                                           | モバキャス   | リアルタイム リピート放送あり                     |
| 日本全域       | AT-X               | 2013年3月30日 - 9月14日 2013年3月30日 - 9月21日 2013年9月28日 | 土曜 18:25 - 18:30（奇数話） 土曜 18:55 - 19:00（偶数話） 土曜 18:00 - 18:30 | CS放送       | リピート放送あり                                  |
| 第2期          |                    |                                                               |                                                                              |              |                                                   |
| 日本全域       | ニコニコチャンネル | 2014年4月1日 - 6月30日                                        | 月 - 金曜 0:00 更新                                                          | ネット配信   |                                                   |
| 日本全域       | バンダイチャンネル | 2014年4月4日 -                                                | 金曜 更新                                                                    | ネット配信   | 5話分配信                                         |
| 日本全域       | 楽天ShowTime       | 2014年4月4日 -                                                | 金曜 更新                                                                    | ネット配信   | 5話分配信                                         |
| 日本全域       | ニコニコ生放送     | 2014年4月5日 -                                                | 土曜 24:30 - 24:45                                                           | ネット配信   | 5話分配信                                         |
| 日本全域       | dアニメストア      | 2014年4月11日 -                                               | 金曜 更新                                                                    | ネット配信   | 5話分配信                                         |
| 日本全域       | AT-X               | 2014年5月21日 -                                               | 水曜 20:30 - 21:00                                                           | CS放送       | 複数話（10～11話分）まとめて放送 リピート放送あり |
| テレビシリーズ |                    |                                                               |                                                                              |              |                                                   |
| 東京都         | TOKYO MX           | 2016年4月1日 - 6月24日                                        | 金曜 23:00 - 23:30                                                           | 独立局       | ULTRA SUPER ANIME TIME内にて放送                  |
| 日本全域       | BS11               | 2016年4月4日 - 6月27日                                        | 月曜 1:00 - 1:30（日曜深夜）                                                 | BS放送       | ULTRA SUPER ANIME TIME内にて放送 『ANIME+』枠     |

### ぷちます! 増刊号
2013年1月5日より3月30日まで毎週土曜日に配信されたネット番組。全13回。第0回のみ先行してYouTubeで2012年12月27日に配信。内容はその週のアニメ一挙放送と、出演の浅倉杏美と原由実によるトーク番組。その週の放送回で印象的だったシーンを浅倉と原が声を担当しているぷちどるのパペットを使って表現し、どちらがうまく表現できたかで勝負したり、原作コミックスやCDといった関連商品の発売アナウンスなどを行っていた。
エンディング曲
- 「Princess Snow White」（第1回） / 歌 - 四条貴音 & たかにゃ
- 「choco fondue」（第0回、第2回） / 歌 - 如月千早 & ちひゃー
- 「まほろば」（第3回） / 歌 - 高槻やよい & やよ
- 「SWITCH ON」（第4回） / 歌 - 天海春香 & はるかさん
- 「ドキッ♥ラブアトラクション」（第5回） / 歌 - 双海亜美・真美 & こあみ・こまみ
- 「WEDDING BELL」（第6回） / 歌 - 秋月律子 & ちっちゃん
- 「zone of fortune」（第7回） / 歌 - 三浦あずさ & みうらさん
- 「ヨーイドン!!」（第8回） / 歌 - 菊地真 & まこちー
- 「ロイヤルストレートフラッシュ」（第9回） / 歌 - 水瀬伊織 & いお
- 「しあわせのレシピ」（第10回） / 歌 - 我那覇響 & ちびき
- 「Closet Fashion Lover」（第11回） / 歌 - 星井美希 & あふぅ
- 「ねがいひとつ」（第12回） / 歌 - 萩原雪歩 & ゆきぽ

### Blu-ray / DVD
第1期
全3巻。フロンティアワークスより発売。Blu-rayにはリミテッドエディション（以下LE）とコレクターズエディション（以下CE）があり、初回生産特典と販売元が異なる。
LEは販売元フロンティアワークス、販売協力セガとなっており、特典は特製スリーブケースと映像特典DVD。CEは販売元はメディアファクトリー、特典が明音書き下ろしイラスト特製スリーブケースと特典CD。
DVDは販売元はメディアファクトリー、アニメ描き下ろしジャケットと特典CD（CEと同じもの）となっている。
毎巻特典は全て共通で、ブックレットとピクチャーレーベル、映像特典として新作アニメ1本とノンテロップED、PV、ディレクターズカット版（2 - 3話で1本分になるエピソードを一纏めにしたバージョン）が収録される。
Vol.1
2013年3月27日発売。第1話 - 第21話を収録。
映像特典は共通で新作「わぁるど2-2 あっついなぁ」とディレクターズカット版、ノンテロップED1、PVを収録。封入特典はCE・DVDがED1「あ・り・が・と・YESTERDAYS」のFULL Ver・TV Size Verとそれぞれのカラオケを収録したCD、LEが新規撮り下ろしのぷちます！増刊号収録DVD。
BDのスリーブケースイラストはCEがやよい・響・伊織・亜美とやよ・あふぅ・みうらさん・はるかさん、LEがゆきぽ・あふぅ・ちひゃー・はるかさん・やよ。
ジャケットイラストは春香・律子・真・美希とはるかさん・ちっちゃん・まこちー・あふぅ。
Vol.2
2013年4月24日発売。第22話 - 第42話を収録。
映像特典は共通で新作「わぁるど2-3 いふうどうどう」とディレクターズカット版、ノンテロップED2を収録。封入特典はCE・DVDがED2「TODAY with ME」のFULL Ver・TV Size Verとそれぞれのカラオケを収録したCD、LEが新規撮り下ろしのぷちます！増刊号収録DVD。
BDのスリーブケースイラストはCEが春香・千早・真美・小鳥とちひゃー・ちっちゃん・ぴよぴよ・はるかさん、LEがちっちゃん・こあみ・こまみ・ぴよぴよ・まこちー。
ジャケットイラストはDVDが雪歩・千早・響・亜美・真美とゆきぽ・ちひゃー・ちびき・こあみ・こまみ。
Vol.3
2013年5月29日発売。第43話 - 第64話を収録。
映像特典は共通で新作「わぁるど2-4 あいどるだもの」とディレクターズカット版、ノンテロップED3・ED4を収録。封入特典はCE・DVDがED3「Maybe TOMORROW」のFULL Ver・TV Size Verとそれぞれのカラオケを収録したCD、LEが新規撮り下ろしのぷちます！増刊号収録DVD。
BDのスリーブケースイラストはCEが雪歩・貴音・あずさ・プロデューサーとゆきぽ・いお・こあみ・こまみ・はるかさん、LEがみうらさん・いお・ちびき・たかにゃ。
ジャケットイラストはやよい・伊織・あずさ・貴音・小鳥とやよ・いお・みうらさん・たかにゃ・ぴよぴよ。
第2期
全3巻。発売元はフロンティアワークス、販売元はKADOKAWA メディアファクトリー。
初回特典は特典CDと描き下ろしジャケット（BDは明音、DVDはアニメスタッフ）。
毎巻特典はブックレットとピクチャーレーベル、映像特典DVD。DVDにはノンテロップED、ぷち編集版（監督により少し見やすく編集したバージョン）が収録される。
Vol.1
2014年5月28日発売。
映像特典はぷち編集版、ノンテロップED1、ライブマナー映像を収録。封入特典は第14話ED「一人ぼっちの歌」のフル・ショート・カラオケVerの収録CD。
ジャケットイラストはやよい・伊織・響・亜美・真美とやよ・いお・ちびき・こあみ・こまみ。
Vol.2
2014年6月25日発売。
映像特典はぷち編集版、ノンテロップED2、ニコニコ生放送で配信された番組「ぷちます!!前夜祭」を収録。封入特典はオリジナルサウンドトラックCD。
ジャケットイラストは律子・真・春香・千早とちっちゃん・まこちー・はるかさん・ちひゃー。
Vol.3
2014年7月30日発売。
映像特典はぷち編集版、ノンテロップED3、CM集、『ぷちます!!』セレクション　ニコニコ動画ver.（ニコニコ動画配信時のコメント付き状態の映像）を収録。封入特典は撮り下ろしDJCD（長谷川明子・仁後真耶子・下田麻美）。
ジャケットイラストはあずさ・貴音・雪歩・美希とみうらさん・たかにゃ・ゆきぽ・あふぅ。

### CD
関連CDは、すべて発売元はフロンティアワークス、販売元はメディアファクトリー。
ら♪ら♪ら♪わんだぁらんど
2012年11月28日発売。表題曲「ら♪ら♪ら♪わんだぁらんど」とカラオケ、及びとろぴかるremixが収録されている。オリコンシングル週間ランキングで最高23位。

PETIT IDOLM@STER Twelve Seasons! シリーズ
第1期キャラクターシングルCDシリーズ。

#### すぺしゃるCD
ぷちます! かんしゃさい〜すぺしゃるCD〜
2014年4月18日発売。2013年5月に開催された「ぷちます!感謝祭」の模様を収録したCD。
収録曲
DISC 1
1. オープニング
2. ぷちます! コメンタリー
3. ぷちます! クエスチョン
4. ぷちどる ヒアリング

DISC 2
1. ぷちます! ライブ「Princess Snow White」
歌：四条貴音（原由実）
2. ぷちます! ライブ「まほろば」
歌：高槻やよい（仁後真耶子）
3. ぷちます! ライブ「SWITCH ON」
歌：天海春香（中村繪里子）
4. ぷちます! ライブ「WEDDING BELL」
歌：秋月律子（若林直美）
5. ぷちます! ライブ「しあわせのレシピ」
歌：我那覇響（沼倉愛美）
6. ぷちます! ライブ「Closet Fashion Lover」
歌：星井美希（長谷川明子）
7. ぷちます! ライブ「ら♪ら♪ら♪わんだぁらんど」
歌：天海春香（中村繪里子）、高槻やよい（仁後真耶子）、秋月律子（若林直美）、星井美希（長谷川明子）、四条貴音（原由実）、我那覇響（沼倉愛美）
8. エンディング
9. ら♪ら♪ら♪わんだぁらんど
歌：音無小鳥（滝田樹里）
10. ♪（おんぷ）
歌：音無小鳥（滝田樹里）
作詞：yura、作曲：山崎寛子、編曲：吉田穣

#### 主題歌CD（2期）
「ぷちます!! -プチプチ・アイドルマスター-」エンディングテーマ マキシシングル
2014年5月28日発売。第2期のエンディングテーマ3曲とそれぞれのカラオケ、及びRemixバージョンを収録したCD。
収録曲
全作詞・作曲：イイジマケン
1. オハヨ○サンシャイン
歌：高槻やよい（仁後真耶子）、水瀬伊織（釘宮理恵）、我那覇響（沼倉愛美）、双海亜美 / 真美（下田麻美）
編曲：炭竃智弘
2. ハロー＊ランチタイム
歌：秋月律子（若林直美）、菊地真（平田宏美）、天海春香（中村繪里子）、如月千早（今井麻美）
編曲：炭竃智弘
3. グッナイ☆スターズ
歌：三浦あずさ（たかはし智秋）、四条貴音（原由実）、萩原雪歩（浅倉杏美）、星井美希（長谷川明子）
編曲：炭竃智弘
4. オハロナイ○＊☆とろぴかる Remix
編曲：イイジマケン
5. オハヨ○サンシャイン off vocal
6. ハロー＊ランチタイム off vocal
7. グッナイ☆スターズ off vocal

PETIT IDOLM@STER Twelve Campaigns! シリーズ
第2期キャラクターソングCDシリーズ。